# Historia de la provincia de Entre Ríos

Bandera de la Provincia de Entre Ríos.

Entre Ríos es una de las 23 provincias que componen la República Argentina. Se halla ubicada al noreste del país. Limita al sur con la provincia de Buenos Aires, al oeste con la provincia de Santa Fe, al norte con la provincia de Corrientes y al este con la República Oriental del Uruguay. La capital provincial es la ciudad de Paraná.

## Prehistoria de Entre Ríos
Se han localizado sitios arqueológicos prehistóricos sobre la costa del río Paraná desde La Paz hasta Diamante, pertenecientes a la Tradición Cultural Ribereña Paranaense, en la que se distingue la Sub tradición Goya Malabrigo, datada entre el 500 y el 1600 después de Cristo. Se ha hallado cerámica manufacturada por acordelado y modelado con antiplásticos de tiesto molido, arena mediana o gruesa, hematita, cuarzo, mica y vegetales carbonizados. Entre los elementos decorativos de esta cerámica se observan figuras zoomorfas, como cabezas de aves. Los artefactos líticos hallados son escasos. 
En la zona ribereña del río Uruguay los sitios arqueológicos corresponden a la Tradición Paleoindígena, integrada por varias fases que comienzan unos 10 000 a. C. Se ha hallado abundante material lítico, tal como: puntas de proyectil, raspadores y cuchillos bifaciales de sílex, cuarcita, calcedonia y basalto. Otras tradiciones culturales sucesivas en el área son la Umbú (del 6000 al 300 a. C.), Ivaí (del 5000 a. C.) y la Tupí Guaraní, unos 1500 antes del presente.

### Indígenas del territorio entrerriano
Antes de la llegada de los españoles el territorio entrerriano estaba poblado por distintas etnias y tribus: 
- Chanás-timbúes: se encontraban en las zonas bajas sobre el río Paraná, los mocoretáes en el Departamento La Paz, los caletones son mencionados por Garay sobre el arroyo Feliciano (de muy dudosa existencia[3]), los timbúes en las islas del Departamento Victoria, los chanás en las islas de las Lechiguanas y los beguáes en las islas del Ibicuy.
- Charrúas: se los encontraba sobre ambas orillas del río Uruguay y en el centro y nordeste de la provincia. Los minuanes ocupaban el interior de la provincia, los guenoas, bohanes y charrúas propiamente dichos estaban en el actual territorio uruguayo pero hacían frecuentes irrupciones en el territorio entrerriano, otras fuentes citan también a los martidanes. Los yaros (lo mismo que los bohanes) son considerados por algunos como parte del grupo charrúa y por otros como de origen káingang, terminaron fusionándose con los demás charrúas, se encontraban en los departamentos Federación, Colón y Concordia, especialmente en la zona de la Represa de Salto Grande.
- Guaraníes: había pocos en Entre Ríos, los guaraníes llamados "de las islas" o chandules se hallaban en territorio bonaerense en el Delta del Paraná al sur del Paraná Guazú, realizando incursiones al norte de este río en territorio entrerriano. Los carcarañáes se hallaban en las islas de los departamentos Diamante y Victoria frente a la desembocadura del río Carcarañá.

Estos pueblos eran principalmente nómades, a excepción de los guaraníes. Se dedicaban a la caza, pesca y recolección. Solo los guaraníes practicaban una rudimentaria agricultura.FIN

## Época virreinal

### Primeras expediciones

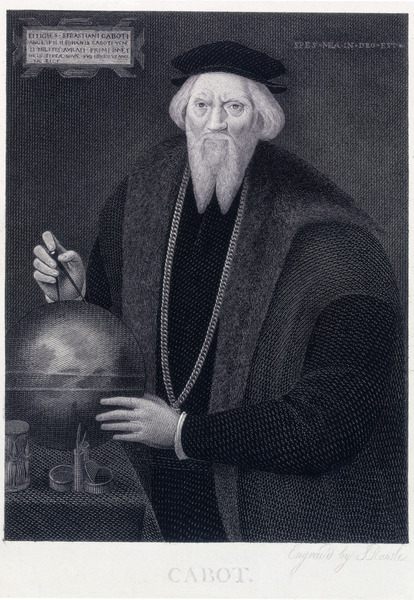
Sebastián Caboto recorrió el río Paraná buscando la Sierra de la Plata, lo cual motivó la posterior colonización del territorio.

El primer europeo en divisar el suelo entrerriano fue Francisco del Puerto, superviviente de la expedición de Juan Díaz de Solís en 1516. Dicha expedición buscaba un paso que uniera el océano Atlántico con el océano Pacífico, para poder llegar hasta las Indias. Solís murió en la costa uruguaya durante un ataque indígena, aunque Francisco del Puerto fue respetado por los indígenas. 
Luego del fracaso de la expedición de Solís, España envió nuevos navegantes para buscar el paso a las Indias, confiando la misión a Fernando de Magallanes, cuya expedición (completada por Juan Sebastián Elcano tras la muerte de Magallanes) daría la primera vuelta al mundo. Durante la expedición de Magallanes se envió en 1520 a la nao Santiago, comandada por Juan Rodríguez Serrano, a recorrer la zona por donde pasó la expedición de Solís. Serrano navegó el Río de la Plata, pasó junto a las islas Martín García, Dos Hermanas, Sola y Juncal, y remontó el río Uruguay hasta la actual Fray Bentos antes de regresar a reunirse con el grueso de la expedición de Magallanes, quien denominó al actual río Uruguay como "río San Cristóbal".
Posteriormente a la expedición de Magallanes, Sebastián Caboto fue enviado por el rey de España para recorrer la ruta de Magallanes a las Indias pero buscando un atajo que hiciera al camino más corto. Su expedición encontró a Francisco del Puerto, sobreviviente de la expedición de Solís, quien le habló de la Sierra de la Plata, una ciudad región en donde podrían encontrar grandes riquezas. Caboto desconoció entonces la misión que tenía encomendada y recorrió el río Paraná buscando dicha ciudad. La expedición fundó el fuerte de Sancti Spiritu en la confluencia del río Carcarañá con el Paraná, la cual fue la primera edificación española en suelo argentino. Caboto se encontró con el navegante Diego García de Moguer, quien también exploraba el Paraná, y volvieron a Europa. Si bien no habían cumplido su misión, le hablaron en cambio al rey de España de las riquezas de la aún no encontrada Sierra de la Plata. 
El primer adelantado Pedro de Mendoza, fue enviado entonces a colonizar la región y fundar ciudades. Mediante las Capitulaciones de Toledo que firmó con el rey de España en 1534, se le atribuyó una jurisdicción que se extendía desde Asunción del Paraguay hasta Buenos Aires y en la cual, por lo tanto, estaba incluido el territorio que ahora corresponde a la provincia de Entre Ríos. Mendoza envió desde Buenos Aires a los capitanes Jorge Luján, Juan de Ayolas y Domingo Martínez de Irala a explorar el delta del Paraná en busca de provisiones en 1536, el mismo año que se fundaba el puerto de "Nuestra Señora María del Buen Aire" (la actual ciudad de Buenos Aires).
El 15 de noviembre de 1573, Juan de Garay fundó la ciudad de Santa Fe, asignándole por jurisdicción de su cabildo la mayor parte del territorio entrerriano:

(...) por jurisdicción de esta ciudad: por la parte del camino del Paraguay hasta el cabo de los anegadizos chicos, y por el río abajo, camino de Buenos Aires, veinte y cinco leguas más debajo de Sancti Spíritu, y hacia las partes de Tucumán cincuenta leguas a la tierra adentro desde las barrancas de este rio y de la otra parte del Paraná otras cincuenta.

Proveniente de la antigua Santa Fe ubicada en Cayastá, la corriente colonizadora entró a Entre Ríos por el Paso Viejo, que por aquel entonces se conocía como Paso de los Caballos, entre la desembocadura del Feliciano y la punta Yeso (hoy punta del Brete). 
Al momento de la fundación de Santa Fe Garay distribuyó mercedes de tierras e indígenas desde el arroyo Antonio Tomás al norte hasta el arroyo Doll al sur entre 8 de sus colaboradores que habían aportado recursos económicos a la expedición fundadora, quedándose también con una estancia. Las estancias otorgadas por estas mercedes tenían aproximadamente dos leguas de frente sobre el río Paraná y otras dos leguas de fondo y comenzaron a ser ocupadas en 1574. Garay se adjudicó para sí una estancia de una legua sobre el río Paraná ubicada frente a Cayastá, al sur de punta Yeso, que heredaron sus hijas y su yerno Hernandarias. Las demás estancias fueron adjudicadas a: Diego Ramírez, Juan de Espinosa, Antonio Tomás de Santucho, Feliciano Rodríguez, Fernando de Osuna, Diego Bañuelos, Antón Martín y Cristóbal González. De ellos derivaron los topónimos: Feliciano, Antonio Tomás, Don Cristóbal y Osuna.
Hernandarias introdujo 200 vacunos que se multiplicaron rápidamente. A Diego Bañuelos le concedió un campo de una legua de frente por una legua y media de fondo en La Bajada del Paraná, tierras que en 1590 fueron embargadas en favor de Hernandarias, otorgándoseles a los jesuitas dos solares que fueron posesionados por el superior de la orden, Juan Romero, en 1596. 
En 1593 Hernandarias concedió tierras a Manuel Frías y a Manuel Martín, 4 leguas desde la punta Gorda hacia el sur por el Paraná.
En 1603 el cacique guaraní Tamandayú del delta del Paraná fue donado por Hernandarias con su tribu como encomienda al capitán Víctor Casco de Mendoza, a quien el rey le otorgó ese año mercedes de tierras en las islas del delta de Entre Ríos.
Los primeros pobladores del territorio se asentaron en el actual departamento La Paz, a orillas del río Paraná a fines del siglo XVI. Hernandarias, como gobernador de Asunción y luego de Buenos Aires, condujo varias expediciones al suelo entrerriano, la primera en 1607, cuando con 70-80 hombres y 20 carretas y canoas tras cruzar el Paraná por el paso Cabayú (de los Caballos), atravesó la provincia desde la actual localidad de Hernandarias hasta el salto Grande y desde este cruzando el río Uruguay hasta Paysandú. Acampó en la zona de Sauce de Luna en donde encontró indígenas que hablaban el castellano.
En 1611 Hernandarias volvió a cruzar Entre Ríos llevando vaquillas y toros hacia las islas del Vizcaíno y de Lobos situadas en la desembocadura del río Negro (actual Uruguay), que el gobernador Diego Marín Negrón le había otorgado en propiedad en 1610, de donde se obtenían cañas tacuara. En 1617 en otro viaje a las islas llevó algunas cabras, 50 vaquillas y algunos toros. En 1628 volvió a introducir ganado en Entre Ríos para reemplazar lo perdido por los ataques charrúas en un levantamiento producido en 1621.
En 1616 Hernandarias fundó la reducción de Santiago de Baradero (actual provincia de Buenos Aires) con chanáes del delta entrerriano.
El territorio entrerriano quedó incluido en la gobernación del Río de la Plata en virtud de la Cédula Real del 16 de diciembre de 1617, que subdividió la gobernación originariamente otorgada a Pedro de Mendoza.
En 1624 el gobernador Francisco de Céspedes redujo a grupos chanáes entrerrianos y los trasladó a la isla del Vizcaíno, creando una reducción franciscana que es el antecedente más remoto de Santo Domingo Soriano. Céspedes envió a Hernando de Zayas hacia Misiones, recorriendo el río Uruguay en una canoa. Regresó a Buenos Aires con el padre Roque González de Santa Cruz y el cacique Nezá.

### Entre Ríos colonial
En 1632 Hernandarias firmó un acuerdo de paz con el cacique charrúa Yasú que vivía en las cercanías de La Bajada, reduciendo a los integrantes de su tribu, quienes permanecieron por un siglo en torno a La Bajada. 
En 1634 el rey otorgó mercedes de tierras a Hernandarias, en 1636 otorgó una merced a Gaspar de Godoy y el 9 de noviembre de 1637 otorgó otra al alférez Juan Gómez Recio. En 1638, luego de las adjudicaciones hechas por el gobernador Mendo de la Cueva y Benavides, al norte de la estancia de Hernandarias se hallaban las pertenecientes a: Feliciano Rodríguez (origen del topónimo Feliciano), al capitán Osuna, a Diego González y a Diego Ramírez.
En 1638 los herederos de Garay recibieron mercedes de tierras en Entre Ríos (general Cristóbal de Garay, maestre de campo Bernabé de Garay, capitán Juan de Zúñiga y Cabrera y Fernando de Garay). Un total de 12 leguas de costa sobre el río Paraná al sur del arroyo Antonio Tomás en donde terminaba la estancia de Hernandarias, hasta la Punta Gorda en Diamante, correspondiéndoles 3 leguas de costa a cada uno y con una profundidad igual a las demás estancias existentes. Una de estas estancias fue vendida al sargento mayor Antonio Vera Mujica por Cristóbal de Garay en 1657. Este al realizar la venta amplió arbitrariamente su estancia desde el arroyo Antonio Tomás hasta el arroyo Las Conchas y de profundidad hasta el río Uruguay, lo que fue origen de pleitos posteriores. En 1659 Cristóbal de Garay vendió a la Compañía de Jesús otras dos de las estancias heredadas, con ellas formaron la Estancia San Miguel entre el arroyo las Conchas y el arroyo de la Ensenada en punta Gorda. En 1679 esa estancia jesuita fue cedida a los herederos de Hernandarias (representados por Gerónimo Luis de Cabrera) a cambio de 20 leguas desde la boca del arroyo Feliciano hacia el norte (aproximadamente hasta la boca del Guayquiraró).
Luego de resuelto el pleito por la transacción de 1679, el territorio entrerriano quedó dividido de norte a sur por las tierras de los jesuitas (hasta la boca del Feliciano), las de Vera Mujica (hasta el arroyo las Conchas), las de los herederos de Hernandarias (hasta el arroyo de la Ensenada) y 4 leguas hacia el sur pertenecientes a Manuel Frías. El resto eran tierras realengas, sin que estuviera claro cuál era la profundidad de las estancias, pretendiéndose que llegaban hasta el río Uruguay o hasta 50 leguas desde el Paraná.
En 1660 cuando la ciudad de Santa Fe fue trasladada a su emplazamiento actual, un grupo de pobladores santafesinos recibió tierras en la "Bajada de Santa Fe", "Bajada de la otra banda del Paraná" o "Baxada del Paraná", desde donde partía el camino hacia Corrientes y Asunción. 
En 1662 el gobernador del Río de la Plata Alonso Mercado y Villacorta firmó un tratado de paz con tribus cayaguatáes, tocagües y vilos, que debían cruzar el Paraná y trasladarse a dos leguas al sur de La Bajada.
En 1662, el domínico Antonio Suárez (o Juárez) estableció la reducción de Yaguarí Miní (posiblemente trasladando la de la isla del Vizcaíno) en la zona de Puerto Landa sobre el arroyo Malo, departamento Gualeguaychú (disputado por historiadores uruguayos que la sitúan en una isla de ese nombre cerca de la del Vizcaíno), con doscientos indígenas de la zona y otros provenientes de la reducción de Santiago de Baradero que habían huido de la viruela en 1651. En 1689 el corregidor de Soriano, Juan de Brito y Alderete, llevó 300 chanás y charrúas a esa reducción y a la de Yaguarí Guazú ubicada sobre el río Gualeguaychú hasta 1715. El capitán Pedro Millán entre 1683 a 1685 trasladó la reducción de Yaguarí Miní a la isla del Vizcaíno.
Hacia 1664 existía un reducción charrúa en la zona de Sauce de Luna perteneciente a los mercedarios de la ciudad de Santa Fe. Estaba a cargo de un sacerdote llamado Francisco, nombre del que deriva el topónimo del arroyo Pay Ticú (padre Francisquito en guaraní) ubicado en sus cercanías.
El 15 de julio de 1671 el cabildo de Santa Fe decidió trasladar a los tocagües de la encomienda del maestre de campo Francisco Arias de Saavedra hacia La Bajada.
En 1677 el gobernador de Buenos Aires Andrés de Robles otorgó al alférez Moreira de Calderón derecho a vaquear entre los ríos Paraná y Uruguay, prescindiendo de los derechos del cabildo de Santa Fe, que protestó pero el gobernador Agustín Robles expresó que el área pertenecía al gobierno de Buenos Aires.
En 1715 el maestre de campo Francisco García Piedrabuena proveniente de la reducción de Yapeyú atravesó el este entrerriano en campaña contra los indígenas, mencionando que encontró sobre el arroyo Calá 25 toldos de yaros y bohanes. Ese año y en 1718 se realizaron expediciones contra los minuanes en Entre Ríos. Ya para 1715 existía un pequeño poblado al norte del arroyo Antoñico (o Lanches), origen de la Bajada.
En 1721 el gobernador Bruno Mauricio de Zabala fijó en el arroyo Nogoyá el límite entre los cabildos de Buenos Aires y de Santa Fe para el reparto de los beneficios obtenidos de los campos de Entre Ríos, sin establecer un límite jurisdiccional entre ambos, sino que al efecto de frenar los reclamos santafesinos.
De acuerdo a un mapa jesuita, al menos desde 1722 existía un paradero de la orden denominado "Ytú" en el emplazamiento de la actual Concordia, que servía como embarcadero.
En 1726 la población de Santa Fe debió trasladarse hacia La Bajada debido al ataque de los abipones. Entre 1726 y 1727 los payaguáes atacaron la región entre el arroyo Feliciano y La Bajada y la zona de adyacente a Santa Fe. En razón de esos ataques fue construido un fuerte en La Bajada en 1727.
En 1730 debido a un nuevo ataque indígena, fueron construidos dos fuertes, uno en Punta Gorda y otro al norte de La Bajada. En ese año el Cabildo de Santa Fe dividió su jurisdicción en Entre Ríos en pagos, distritos, lugares de estancias y chacras, habiéndose dividido hasta entonces en dos pagos: Feliciano (desde la frontera con el territorio del cabildo de Corrientes hasta La Paz) y La Bajada (desde La Paz hasta Punta Gorda). La nueva jurisdicción de La Bajada quedó establecida por el río Paraná desde el Paracao hasta Las Tunas, circunvalando tres leguas por el Saucesito hasta el Paracao.
El 18 de junio de 1733 el cabildo de Santa Fe designó a Santiago de Hereñú como el primer alcalde de hermandad de La Bajada. 
En 1749 el gobernador de Buenos Aires, José de Andonaegui, ordenó al teniente de gobernador de la ciudad de Santa Fe, Francisco Antonio de Vera Mujica realizar una expedición contra los charrúas de la Banda Oriental y el territorio de Entre Ríos, que abrió el camino para la colonización. El 23 de noviembre de 1749 Vera Mujica aprehendió 84 charrúas y el 8 de diciembre capturó otros 182. En una segunda campaña, el 29 de enero de 1750 logró la rendición de 339 charrúas, entre ellos los caciques Maigualen, Gleubilbe y Dóienalnaegc, quienes fueron trasladados a las cercanías del río Salado en Santa Fe, dando origen al pueblo de Nuestra Señora de la Concepción de Cayastá, fundado el 17 de septiembre de 1750 en el lugar donde estuvo situada la primitiva ciudad de Santa Fe. A partir de estas campañas comenzó a llamarse cerro de la Matanza a lo que luego sería la ciudad de Victoria, lugar de uno de los últimos combates. 
Otra expedición de Vera Mujica en enero de 1752 sobre la costa del río Uruguay, tomó prisioneros a 53 charrúas que fueron repartidos entre los expedicionarios para su servidumbre.
Las expediciones de Vera Mujica dejaron libre de indígenas el territorio que comenzó a ser ocupado por terratenientes. Los campos entre los ríos Paraná, Gualeguay y Uruguay al sur de la provincia, fueron repartidos entre Juan Carlos y Agustín Wright, Juan Ormaechea (luego Francisco Ormaechea y Miguel Arburúa), Esteban Justo García de Zúñiga y Pedro García de Zúñiga. Los pobladores se extendieron al sur del arroyo de la Ensenada poblando los partidos de Nogoyá Abajo (Doll, Pajonal, la Matanza y el paso de Nogoyá Abajo) y Nogoyá Arriba (el Pueblito).
El 26 de abril de 1769 el cabildo de Santa Fe designó a Francisco Aldao como administrador de los pueblos de indios de Paraná y Uruguay, remplazándolo el 8 de agosto de 1769 por Antonio Martínez como administrador de los pueblos y naciones del Paraná y Uruguay.
Entre 1769 ejerció como alcalde de hermandad de La Bajada, dependiente del cabildo de Santa Fe, el sargento mayor Juan Broin de Osuna, quien en una carta posterior al virrey decía:

(...) el año 1765, que fui primer alcalde, corrí toda mi jurisdicción, que en aquel entonces pertenecía a esta Bajada; todo lo que ahora se intitula la jurisdicción de Entre Ríos y el Gualeguay, que ahora es villa, no había más que tres o cuatro estancias; en Gualeguaychú, que también es villa ahora, como diez o doce vecinos; el Arroyo de la China, que también es villa, no había población alguna.

En 1768 el gobernador del Río de la Plata, Francisco de Paula Bucarelli y Ursúa, organizó una expedición militar para expulsar a los jesuitas de las Misiones, para esto remontó el río Uruguay con 1500 soldados e hizo restaurar para base de operaciones el fuerte de San Antonio del Salto Chico levantado en 1757 por Pedro de Cevallos durante la guerra Guaranítica en el emplazamiento de la actual ciudad uruguaya de Salto. Este fuerte fue depósito de abastecimientos y sirvió como cárcel para los sacerdotes jesuitas, en la medida que eran detenidos en sus pueblos y remitidos al mismo, pero una gran creciente del río al año siguiente lo destruyó, por lo que el 29 de noviembre de 1769 Bucarelli lo refundó en predios de la actual Concordia, sirvió como nudo fluvial-carretero y ruta de la yerba mate hasta 1820, fecha en que sus moradores guaraníes artiguistas lo abandonaron por la derrota de su jefe. 
Las tierras de la Compañía de Jesús pasaron a ser administradas por una Junta de Temporalidades. Al rematarse parte de esas tierras, fueron adquiridas por: Gregoria Pérez, Francisco Candioti, Juan Broin de Osuna, etc.
Desde 1770 el gobernador Vértiz comenzó a enviar comisiones policiales a Entre Ríos, la primera de las cuales fue encabezada por el comandante Juan Valiente, quien el 24 de diciembre de 1770 informó que en el Doll se acumulaban caballos para enviar al Brasil, y en los años siguientes aprehendió a numerosos delincuentes. En 1773 fue sustituido por Juan Francisco de la Riba Herrera.
En 1770 23 familias procedentes de la costa del Paraná se afincaron en la zona entre el río Gualeguaychú y los arroyos El Gato y Gualeyán, pero rechazados por el propietario del lugar, Esteban Justo García de Zúñiga, al año siguiente se asentaron en el Arroyo de la China dando comienzo a su poblamiento, resistiendo al intento de desalojo de Pedro García de Zúñiga, terrateniente del lugar. En 1771 Gregorio González fue designado juez comisionado de Gualeguaychú, y posteriormente el cabildo de Santa Fe les nombró como juez comisionado a León Almirón.
En 1771 unas cuarenta familias españolas se situaron en la actual Gualeguaychú, erigiendo en 1777 una capilla pública. En enero de 1780 el perito matemático Joseph Sourryére de Souillac fue enviado a la zona por el virrey Vértiz a realizar mensuras para otorgar la tierra a sus pobladores, este informó en agosto al virrey que había formado un pueblecito.
A partir de 1776 Juan de San Martín fundó las estancias de Concepción de Mandisoví (julio de 1777 en las cercanías de la actual ciudad de Federación) y Jesús del Yeruá (al sur de Concordia) restaurándose la ruta oriental de la yerba mate y el puerto de San Antonio del Salto Chico, en este puerto eran embarcadas las mercaderías que llegaban por tierra desde Yapeyú. Entre 1778 y 1782 la zona quedó efectivamente poblada e integrada en las Misiones, cuyo límite sur se halló a partir de entonces en el arroyo Yeruá. 
En 1776 se creó el Virreinato del Río de la Plata. El territorio entrerriano, antes parte del Virreinato del Perú quedó comprendido dentro de él. Desde 1782 formó parte de la intendencia de Buenos Aires. 
En 1777 fue nombrado por el comandante Juan Francisco de la Riba Herrera como comandante de Gualeguaychú, Gualeguay y Arroyo de la China Esteban Justo García de Zúñiga, quien construyó un fuerte en Gualeguaychú. La zona dependía del Cabildo de Santa Fe, pero este no designaba autoridades para ella.
El 12 de marzo de 1778 el virrey Ceballos dictó un decreto nombrando a Manuel Antonio Barquín como veedor para impedir las matanzas de ganado entre el río Yí en la Banda Oriental y el río Paraná. El veedor con residencia en Buenos Aires debía organizar un servicio policial, teniendo a sus órdenes dos comisionados y 24 soldados. Ese año se produjo la última invasión indígena a Entre Ríos, la que fue rechazada en marzo por el teniente gobernador de Santa Fe, Melchor de Echagüe y Andía.
En 1778 el territorio comprendido entre el río Paraná, el arroyo Nogoyá, el arroyo Raíces, el río Gualeguay, el arroyo Lucas, el arroyo Yeruá y el río Uruguay pasó a depender del Cabildo de Buenos Aires, siendo nombrado comandante de la costa del Uruguay Agustín Wright por el virrey Vértiz en reemplazo de García de Zúñiga.

### Organización del territorio
El 12 de noviembre de 1781 llegó al partido de Gualeguay Grande el presbítero Andrés Fernando Quiroga y Taboada, como párroco de la nueva parroquia que el obispo Malvar y Pinto y el virrey Juan José de Vértiz y Salcedo habían mandado crear. El párroco decidió trasladar la capilla existente en Gualeguay a La Cuchilla, un lugar no anegable a 2 leguas al norte, además de imponer a San Sebastián como santo patrono en lugar de San Antonio, que regía la capilla. Se produjo a una disputa entre los pobladores por esos temas, produciéndose disturbios que el comandante del partido de Gualeguay, Agustín Wright, debió resolver por orden del teniente gobernador de Santa Fe, Melchor de Echagüe y Andía, este informó al virrey, quien comisionó el 27 de febrero de 1782 al capitán de dragones Tomás de Rocamora para solucionar la disputa, encargándole además que proponga un plan para asegurar la paz de los vecinos del territorio con la fundación de villas, ya que se hallaba preocupado por la cercanía de los portugueses.
Rocamora hizo levantar un padrón de los moradores de los cinco partidos (Gualeguay Grande, Gualeguaychú, Arroyo de la China, Nogoyá y Paraná), determinando que vivían allí unas 1700 personas mayores e informó al virrey con dos informes de los días 10 y 11 de agosto de 1782 sobre su comisión. La denominación de "Entre Ríos" se atribuye a Rocamora quien, en su informe del 11 de agosto, expresaba:

(...) asegúrese V.E. que ejecutado como planteo, antes de muchos años, será la de Entre Ríos (...) la mejor Provincia de esta América.

Previamente el territorio era llamado "la otra parte del Paraná", "la otra banda" y "la Banda del Charrúa", todas en relación con su dependencia de Santa Fe.
El 4 de septiembre de 1782 el virrey aprobó las propuestas de Rocamora y reunió en un solo mando las jurisdicciones de Gualeguay, Gualeguaychú y Arroyo de la China, junto con el comando de las milicias de los 3 partidos y las de Nogoyá y La Bajada, con un jefe residente en Gualeguay, quedando constituido el Partido General de Entre Ríos.
El 2 de noviembre el virrey comisionó Rocamora para que fundase una población en cada uno de los cinco partidos, enviándole agrimensores y sujetando a su autoridad "por ahora" a los jueces comisionados de los partidos de Nogoyá y Paraná dependientes de Santa Fe. Quedando Rocamora bajo dependencia directa del virrey. Ante la protesta del cabildo de Santa Fe, los partidos de Paraná y Nogoyá volvieron a la jurisdicción santafesina, que designó como alcalde de hermandad a Sebastián Aguirre, el 1 de enero de 1783, lo que fue protestado por Rocamora en una carta del 29 de marzo de 1784.
Rocamora en cumplimiento de su comisión, informó al virrey el 18 de febrero de 1783 sobre su intención de fundar la Villa de Gualeguay Grande, lo que aprobó el virrey el 8 de marzo. El 20 de marzo de 1783 Rocamora fundó la Villa de San Antonio de Gualeguay Grande con 150 vecinos. Luego se dirigió al Partido del Arroyo de la China en donde fundó la Villa de Nuestra Señora de la Concepción del Uruguay el 25 de junio, aprobado por el virrey el 12 de julio. Pasó luego al Partido de Gualeguaychú, en donde el 20 de octubre fundó la Villa de San José de Gualeguaychú. En las tres villas quedaron instalados los respectivos cabildos con sus alcaldes. El nuevo virrey Marqués de Loreto asumió en febrero de 1784 y destinó a Rocamora a Montevideo, por lo que este no pudo realizar las fundaciones en el Partido de Nogoyá, donde había una capilla dedicada a la Virgen del Carmen, y en Partido de Paraná, en donde se había formado el pueblo de La Bajada. Francisco Ormaechea quedó al mando militar en Entre Ríos.
En 1784 cabildo de Concepción del Uruguay fijó su jurisdicción entre los ríos Uruguay y Gualeguaychú, el arroyo Gená, el río Gualeguay, el arroyo Lucas y el arroyo Yeruá hasta el río Uruguay. 
El 13 de diciembre de 1784 el virrey dispuso el regreso de Rocamora a Entre Ríos, al mando de los cinco partidos, este le elevó un informe el 5 de abril de 1785 dando cuenta de la situación y la necesidad de fundar las dos restantes villas y ordenar la economía local, sin que el virrey tomara una decisión.
En abril de 1786 Rocamora fue relevado como comandante militar por el teniente coronel Juan Francisco Somaló, asumiendo el mando el 20 de mayo en Gualeguay. En julio del año siguiente fue también reemplazado por el capitán Gaspar de la Plaza. Este fijó su residencia en Concepción del Uruguay, villa que continuó siendo la sede de los siguientes trece comandantes militares hasta 1810. El 11 de noviembre de 1786 el gobernador intendente de Buenos Aires respondió negativamente a un nuevo intento del Cabildo de Santa Fe por recuperar su jurisdicción en la parte este de Entre Ríos.
Para solucionar la disputa entre correntinos y misioneros en la zona de Curuzú Cuatiá, el virrey Avilés dispuso el 18 de enero de 1800 una línea limítrofe para las Misiones que partiendo de los esteros del Iberá, pasaba por la planicie del Paiubre y continuaba por la divisoria de aguas entre el río Corriente y el río Uruguay, luego tocaba las puntas del arroyo Tunas y del río Gualeguay hasta alcanzar el río Uruguay en el Salto Chico.
El 13 de mayo de 1810 se erigió un oratorio en La Matanza.

### La Iglesia colonial
El 23 de octubre de 1730 el gobernador Zabala aprobó la creación de la Parroquia de Nuestra Señora del Rosario en La Bajada, siendo su primer párroco Francisco Arias Montiel, quien tomó posesión el 27 de mayo de 1731.
La zona fue visitada por el nuevo obispo de Buenos Aires, Sebastián Malvar y Pinto en 1779 de paso hacia Misiones, quien el 19 de junio de 1780 pidió al virrey que levante capillas en los tres lugares poblados, lo que fue autorizado el 3 de julio del mismo año. El 28 de septiembre de 1780 el obispo erigió canónicamente las parroquias de San Antonio del Gualeguay, Arroyo de la China (instalada el 1 de noviembre de 1781) y la de San José de Gualeguaychú (instalada el 2 de marzo de 1781). Hasta entonces existían en Entre Ríos la parroquia de La Bajada y la viceparroquia de Alcaraz.
El 7 de noviembre de 1799 el virrey Avilés autorizó la construcción de una capilla que dio origen a la ciudad de Rosario del Tala. En marzo de 1808 se autorizó la construcción de un oratorio en La Matanza (Victoria).
En 1808 el obispo Lué fijó límites a las parroquias en Entre Ríos: 
- Parroquia de La Bajada: entre los ríos Paraná y Gualeguay y el arroyo Nogoyá.
- Parroquia de Gualeguay: entre el río Gualeguay y el arroyo Nogoyá.
- Parroquia de Gualeguaychú: entre los ríos Gualeguay y Gualeguaychú.
- Parroquia de Concepción del Uruguay: entre los ríos Gualeguay, Gualeguaychú y Uruguay y los arroyos Yeruá y Lucas.

El resto del territorio dependía de la Parroquia de Yapeyú.

### Milicias coloniales entrerrianas
En 1729 por orden del gobernador del Río de la Plata Bruno Mauricio de Zabala fue constituida una compañía de milicias con la población de La Bajada (Compañía del Paraná) para participar de una expedición santafesina contra los indígenas del Chaco.
En 1771 Broin de Osuna volvió a recorrer su jurisdicción con el objeto de formar milicias:

El año 1771, que me nombraron sargento mayor de Milicias, pasé a dichos parajes a arreglar aquéllas, por estar ya más crecido su vecindario y ya hallé vecinos; en el Gualeguay, como veintitantos españoles, fuera de los indios, y en Gualeguaychú y el Arroyo de la China (que todos los uní en un solo cuerpo y puse bajo un comando) como cuarenta españoles, fuera de los indios.

En 1776 pudieron reunirse 50 hombres de La Bajada y junto con 25 de Coronda y 25 de los Arroyos, fueron enviados a Buenos Aires al mando del capitán Riva Herrera.
En 1782 el territorio del Partido General de Entre Ríos fue dividido por Rocamora en tres comandancias de milicias:
- De la Costa del Paraná Grande: partido de La Bajada y parte del de Nogoyá, al mando de Juan Broin de Osuna.
- De la Costa del Paraná Chico o del Gualeguay Grande: partido de Gualeguay y parte del de Nogoyá, al mando de Francisco Ormaechea.
- De la Costa del Uruguay: partidos de Gualeguaychú y Arroyo de la China, al mando de Esteban Justo García de Zúñiga.

En 1790 el comandante general de los partidos de Entre Ríos, Vicente Giménez, reorganizó las milicias:
- Compañía de milicias de caballería de la Villa del Rosario de la Bajada del Paraná.
- Compañía de caballería del partido del Espinillo.
- Compañía de caballería del partido del Nogoyá "Abajo".
- Compañía de caballería del partido del Nogoyá "Arriba" (o del Pueblito)
- Compañía de milicias de caballería de Concepción del Uruguay.
- Compañía de milicias de la Villa de San José de Gualeguaychú.
- Compañía de milicias de la Villa de San Antonio de Gualeguay.
- Compañía de milicias del partido de Nogoyá (al este del arroyo Nogoyá).

El 22 de enero de 1807 debido a la segunda invasión inglesa al Río de la Plata, 241 milicianos de Gualeguay, Gualeguaychú y Concepción del Uruguay partieron hacia Montevideo al mando del ayudante mayor José Pérez.
- Compañía de Concepción del Uruguay, 125 hombres al mando del capitán, Joaquín Vilches
- Compañía de Gualeguaychú, 45 hombres al mando del teniente Valentín José de Sopeña
- Compañía de Gualeguay, 68 hombres al mando del capitán Nicolás Taborda

Luego se le sumó la milicia de Nogoyá que llegó al campamento del Perdido el 13 de febrero de 1807 y fue destinada a la estancia del Rosario. Cuando los británicos ocuparon Montevideo, las milicias entrerrianas fueron desplegadas en torno a la ciudad para cortar los suministros a ella.

### Caminos y postas
Las vías de comunicación iniciales de Entre Ríos fueron los ríos Paraná y Uruguay, este último era navegable hasta el Salto Chico en donde al menos desde 1722 había un paradero jesuita para hacer el traspaso de mercaderías y salvar los saltos Grande y Chico.
A fines del siglo XVI se estableció el primer camino como parte de la ruta entre Santa Fe y Asunción, seguía la margen oriental del río Paraná, que era atravesado en La Bajada y en el Paso del Rey (hoy Paso de la Patria en Corrientes).
A mediados del siglo XVIII surgió el segundo camino, para vincular Santa Fe con Yapeyú en las Misiones. Desde La Bajada atravesaba la provincia por la zona de Villaguay hasta tocar el río Uruguay en el Salto Chico y continuar por su margen occidental hasta Yapeyú.
El 4 de enero de 1774 se estableció el servicio de postas para la carrera (correos) de Buenos Aires a Asunción, que contaba con 14 postas en el tramo La Bajada - río Guayquiraró. El 2 de mayo de 1801 fue establecido el servicio de postas de la carrera de Buenos Aires a Gualeguay, pasando por Colonia del Sacramento, luego cruzaba el río Uruguay frente a Paysandú y pasaba por Concepción del Uruguay y Gualeguaychú. El 4 de febrero de 1804 fue aprobado el recorrido de la carrera de Buenos Aires a Misiones (o del Uruguay) que desde Concepción del Uruguay, pasando por Salto Chico, llegaba a Yapeyú. Una resolución de la Primera Junta del 24 de septiembre de 1810, extendió el servicio desde Gualeguay hasta La Bajada.
Las postas entre el cruce del Uruguay desde Paysandú hasta Gualeguay eran las siguientes: Las Barrancas (sobre el río Uruguay), Arroyo Salvatella, Villa de la Concepción del Uruguay, Arroyo de la China, Arroyo del Sauce, Arroyo Cupalén, Capilla Vieja, Río Gualeguaychú, Villa de Gualeguaychú, Arroyo Gualeyán, Pehuajó, Cuchilla Redonda, Río Gualeguay y Villa de Gualeguay. 
Las postas entre Gualeguay y La Bajada eran las siguientes: Villa de Gualeguay, Tigrecito, Chañar, Palmar, Quebracho, Sauce Grande y La Bajada.
La carrera a Misiones desde Concepción del Uruguay pasaba por las siguientes postas: Villa de Concepción del Uruguay, Arroyo Salvatella, Las Barrancas, Perucho Berna, Paso Caraballo, Palmar, Yeruá (donde comenzaba el territorio misionero), Yuquerí, Gualeguaycito, Mandisoví y Mocoretá.
En las villas de Concepción del Uruguay, Gualeguay y Gualeguaychú y en Yeruá había administradores de correo dependientes de la Administración de Correos de Montevideo, en La Bajada había un administrador dependiente de la Administración de Correos de Buenos Aires. Las postas estaban a cargo de maestros de posta.

## De la Revolución de Mayo a la creación de la provincia
Tras la Revolución de Mayo de 1810 las poblaciones entrerrianas adhirieron a la emancipación a pesar de que los cabildos estaban dominados por españoles. El delegado de la Primera Junta, coronel José Espínola, de paso al Paraguay llegó a Santa Fe el 5 de junio y ese mismo día pasó a La Bajada, en donde el vecindario y el alcalde de hermandad reconocieron a la Junta en consonancia con el teniente de gobernador de Santa Fe Prudencio de Gastañaduy. El 8 de junio el Cabildo de Concepción del Uruguay reconoció a la junta porteña y los de Gualeguaychú y Gualeguay el 22 de junio. 
El 16 de julio de 1810, la Junta envió a todas las villas subalternas una circular resolviendo que:

Ha resuelto esta Junta que se suspenda por ahora, la eleccion de Diputado en la villas que no sean cabeceras de partido hasta que se resuelva con detenido examen de la materia, si deben efectivamente tener representacion en el Congreso.

A causa de esa circular los cabildos de Gualeguay y de Gualeguaychú no eligieron diputados. El 30 de julio un cabildo abierto en Concepción del Uruguay eligió al párroco José Bonifacio Redruello como diputado ante la Junta, pero no llegó a incorporarse debido a sus tendencias realistas, viajando luego a Montevideo.
La Primera Junta dispuso el 5 de septiembre de 1810 que los partidos de Entre Ríos dependieran de la Tenencia de Gobierno de Santa Fe, siendo su comandante militar José de Urquiza, padre de Justo José de Urquiza, hasta el 4 de octubre de 1810, fecha en que el general Manuel Belgrano le aceptó la renuncia. El 19 de octubre Belgrano nombró como comandante general de los partidos de Entre Ríos a José Miguel Díaz Vélez, hasta entonces alcalde de 1° voto de Concepción del Uruguay, a quien había dejado en Paraná con la misión de formar milicias populares, enviándolo a Concepción del Uruguay.
En la Expedición de Belgrano al Paraguay, Paraná albergó el campamento del general Belgrano, quien llegó a La Bajada el 9 de octubre y recibió la donación de más de 750 caballos, destacándose entre los donantes Gregoria Pérez. 

(...) No se me olvidarán jamás los apellidos Garrigó, Ferré, Vera, y Hereñú, ningún obstáculo había que no venciesen por la patria.
Memorias de Manuel Belgrano

El 16 de noviembre de 1810 Belgrano formalizó la existencia del pueblo de Mandisoví, otorgándole ejido y amplia jurisdicción departamental.
Desde Montevideo Gaspar de Vigodet envió al capitán de navío Juan Ángel de Michelena por el río Uruguay y a Jacinto Romarate por el Paraná. Michelena desde Paysandú ocupó Concepción del Uruguay el 6 de noviembre de 1810 con 300 soldados, tras la retirada de Díaz Vélez junto con los 45 soldados de caballería al mando de Diego Balcarce enviados por Belgrano. Renovó el cabildo y envió pequeñas fuerzas hacia Gualeguay y Gualeguaychú, con la intención de avanzar hacia Nogoyá y Paraná, villa hacia la que la Junta de Buenos Aires envió a Martín Rodríguez con el Regimiento de Húsares del Rey. En Gualeguaychú el alcalde Petisco lideró la restauración realista y el 18 de noviembre de 1810 un Cabildo Abierto juró lealtad al Consejo de Regencia de Cádiz, lo mismo pasó en Gualeguay una semana después.
Se formaron guerrillas locales comandadas por Francisco Ramírez, Gregorio Samaniego, Juan Garrigó (Alcalde de Hermandad de la Bajada del Paraná) y Bartolomé Zapata, apoyados por el teniente gobernador de Santa Fe, Gastañaduy. El entonces jefe realista José Gervasio Artigas comandaba la columna que se dirigía hacia Paraná, pero debió replegarse por el ataque de Zapata, quien a principios de febrero de 1811 recuperó Gualeguay y el 22 de ese mes Gualeguaychú junto con Samaniego. El 7 de marzo entraron en Concepción del Uruguay abandonada por Michelena el día anterior. Milicias realistas de Concepción del Uruguay fueron embarcadas rumbo a Montevideo, a donde llegaron el 20 de marzo al mando del teniente coronel José de Urquiza. Esas milicias con 87 hombres formaron dos compañías del Regimiento Provincial Urbano de Milicias del Uruguay. El 24 de marzo se produjo el Combate de Arroyo de la China, obteniendo los realistas el triunfo. El capitán Bartolomé Zapata murió el 21 de marzo durante una disputa por el puesto de comandante interino con el coronel de milicias Francisco Doblas.
El virrey Elío firmó a fines de 1811 un convenio con la princesa Carlota Joaquina (hermana de Fernando VII) y reina consorte de Portugal, por medio del cual un ejército portugués al mando de Diego de Souza invadió la Banda Oriental en apoyo de los realistas. Los portugueses ocuparon Paysandú y desde Misiones invadieron Mandisoví y El Salto rumbo a Concepción del Uruguay, villa que se hallaba bloqueada por barcos españoles enviados desde Montevideo. El 11 de octubre de 1811 los portugueses atacaron la villa, pero fueron rechazados.
La relación con Buenos Aires cambió cuando el Triunvirato, el 20 de octubre de 1811, mediante los representantes de Buenos Aires: Gregorio Funes, José Julián Pérez y Juan José Paso firmaron un armisticio con el virrey Francisco Javier de Elío de Montevideo, que lesionaba los intereses entrerrianos, ya que Gualeguay, Gualeguaychú y Concepción del Uruguay serían entregadas a Elío. Portugueses y patriotas debían abandonar la Banda Oriental levantando estos últimos el bloqueo de Montevideo. Elío debía levantar el bloqueo de los ríos. El convenio fue ratificado por Elío el 21 de octubre y tres días después por la Junta.

cláusula 7: los pueblos del Arroyo de la China (Concepción del Uruguay), Gualeguay y Gualeguaychú, situados en Entre Ríos, quedarán de la propia suerte sujetos al gobierno del Exmo. Señor Virrey, el de la Exma. Junta los demás pueblos; no pudiendo entrar jamás en aquella provincia o distrito tropa de uno de los dos gobiernos sin previa anuencia del otro.

Las tres villas desconocieron el convenio de Pacificación y desde ese momento Entre Ríos adquirió un carácter fuertemente federal. Artigas, que había abandonado el bando realista, también rechazó el convenio y se retiró con el pueblo oriental (Éxodo oriental) hacia la zona de la actual Concordia en donde estableció en enero de 1812 el Campamento del Ayuí, desde donde ejerció el cargo de Teniente Gobernador Justicia Mayor y Capitán del Departamento de Yapeyú, que formaba parte de las Misiones incluyendo la zona entre el Mocoretá, el Gualeguay y el Yeruá.
Como los portugueses no se retiraron de la Banda Oriental, el Primer Triunvirato informó a Vigodet el 1 de enero de 1812 que ayudaría a Artigas a expulsarlos. Vigodet respondió que lo impediría y el 31 de enero se reanudaron las hostilidades. El Triunvirato envió a Artigas el Regimiento de Pardos y Morenos y lo hizo jefe de las operaciones. En marzo Artigas abandonó el Campamento del Ayuí y cruzó el río Uruguay ocupando el Salto Chico Oriental. El capitán Uriondo logró derrotar a los portugueses en Tapebí y cuando se hallaban cerca de Paysandú el gobierno de Buenos Aires ordenó a Artigas regresar al Ayuí, en momentos en que Lord Strangford mediaba con la corte de Río de Janeiro y consiguiera que los portugueses abandonaran la Banda Oriental.
El 23 de mayo de 1812 Elías Galván fue nombrado comandante de Entre Ríos, renunciando al año siguiente.
Para tomar a Montevideo se formó un ejército porteño al mando de Manuel de Sarratea, secundado por José Rondeau, que atravesó el Paraná a principios de junio de 1812. Este ejército fijó su cuartel general en el Paso Vera, al norte de Concepción del Uruguay y frente a Paysandú, desde donde Sarratea viajó al Ayuí para incorporar milicianos orientales y luego a fines de septiembre pasó a la Banda Oriental a la vez que lo hacía Artigas. En octubre iniciaron el sitio de Montevideo.
El 4 de agosto de 1812 el sargento mayor Benito Álvarez con 80 patricios se embarcó en Paso del Rey y logró recuperar 5 barcos paraguayos apresados el 31 de julio por corsarios realistas (Combate del río Paraná).
En septiembre de 1812 las villas de Concepción del Uruguay, Gualeguay y Gualeguaychú, eligieron a Ángel Mariano Elía como representante a la Junta Grande, quien fue reconocido por el Cabildo de Buenos Aires el 1 de octubre, incorporándose a la Junta el 6 de octubre, pero dos días después una revolución derribó a la Junta.
Como parte de la defensa del río Uruguay contra el ataque y saqueo de barcos realistas de Montevideo, el 14 de enero de 1813 los capitanes Gregorio Samaniego y José Santos Lima lograron el triunfo en el Combate de arroyo El Bellaco, apresando 3 pequeños barcos. El 8 de febrero Samaniego volvió a derrotarlos en el Combate del Paranacito, apresando una balandra. El 24 de febrero un grupo de entrerrianos capitaneados por Ricardo López Jordán, junto a fuerzas porteñas al mando del teniente Miguel Escobar, capturaron en Concepción del Uruguay a los cruceros Victoria Constante y Carumbé. El 10 de enero de 1814, Samaniego protagonizó un segundo combate en el Paranacito (Combate del Paranacito (1814)), junto con 36 hombres armados de fusiles y 14 de lanzas, capturaron 3 pequeños veleros armados realistas.

### Creación de la provincia y establecimiento de la Federación Entrerriana
Debido a que Entre Ríos no fue invitada a elegir un diputado, el 22 de abril de 1813 Asamblea General Constituyente eligió como diputado por Entre Ríos al porteño Ramón de Anchoris, quien nunca había pisado la provincia. 
El 25 de junio de 1813 la Asamblea otorgó a Paraná la categoría de villa con Nuestra Señora del Rosario como santa patrona, constituyéndose el cabildo el 1 de octubre, con Andrés Pazos como alcalde de primer voto. El 9 de enero de 1810 el virrey Cisneros había decretado lo mismo, pero no se concretó al no designar a los regidores ni deslindar su jurisdicción. El cabildo tenía un alcalde ordinario, un corregidor decano (suplente del anterior), un alguacil mayor, un regidor defensor de pobres, un regidor defensor de menores y un síndico personero de la villa.
El 20 de febrero de 1814 el comandante de la Villa de Paraná, José Eusebio Hereñú, reconoció a José Gervasio Artigas como Protector de los Pueblos Libres desconociendo la dependencia de la tenencia de gobierno de Santa Fe a la cual estaba sujeta Entre Ríos desde 1810 y estableció de hecho la autonomía de la provincia con el nombre de Federación Entrerriana. Hereñú sustituyó a Andrés Pazos por José Gregorio González como alcalde de primer voto del cabildo de Paraná.
El director supremo de Buenos Aires ordenó al barón Eduardo Kaunitz de Holmberg que alistara 400 soldados en Santa Fe y pasara a Entre Ríos para capturar a Artigas. Entre las tropas alistadas se hallaba una compañía de Blandengues de Santa Fe al mando del capitán Pedro Pablo Morcillo y algunos soldados de Buenos Aires. Fernando Otorgués, desde Paysandú, cruzó el río Uruguay por el Paso de Vera y ocupó Concepción del Uruguay y Gualeguaychú, desalojando a Hilarión de la Quintana, quien en enero de 1814 había sido nombrado comandante general de Entre Ríos, marchando luego hacia La Bajada. El 22 de febrero de 1814 Hereñú y Otorgués derrotaron a von Holmberg en la combate de El Espinillo (cerca de Paraná), muriendo Morcillo y quedando prisionero von Holmberg. 
En abril de 1814 Posadas envió a Belén a tratar con Artigas al fraile Mario Amaro, quien tenía simpatías antiguas con Artigas y Francisco Antonio Candioti, este último era un importante estanciero santafesino que tenía claras inclinaciones a favor del artiguismo, con el objetivo de restaurar la unidad política de la causa revolucionaria. Los comisionados y Artigas llegaron de inmediato a un acuerdo el 23 de abril, sobre la base de la reivindicación de Artigas a quien se le devolvía su rango militar, se retiraban los cargos de traidor y la condena a muerte y se reconocía la autonomía de las provincias Oriental y de Entre Ríos. Se pactaba también la constitución de una alianza ofensivo-defensiva entre la provincia Oriental y Buenos Aires.

Artículo 1°. El Supremo Director de las Provincias Unidas del Río de la Plata don Gervasio Antonio Posadas, o quien en su lugar invistiese la suprema magistratura hará publicar y circular un decreto que restablezca el concepto y honor del ciudadano José Artigas indignamente infamado y vejado por el que se publicó y circuló con data 11 de febrero del presente año.

Artículo 2°. Declarados por sí mismos independientes los pueblos todos del Entre-ríos desde la Bajada del Paraná, y proclamado universalmente su protector el ciudadano gefe de los orientales José Artigas, no serán perturbados en manera alguna por tales motivos.

Artículo 3°. Igualmente independiente la Banda Oriental del Uruguay no será molestada en modo alguno.

Artículo 4°. Esta independencia no es una independencia nacional, y por consecuencia ella no debe considerarse como bastante a separar de la gran masa a unos ni a otros pueblos ni a mezclar diferencia alguna en los intereses generales de la revolución.

De esta manera el 23 de abril se pactó la independencia de los pueblos todos del Entre Ríos, pero pocos días después, el director supremo de las Provincias Unidas del Río de la Plata, Gervasio Antonio de Posadas, rechazó el tratado de paz desconociendo a la nueva provincia, aunque Artigas fue rehabilitado y declarado buen servidor de la patria.
El coronel Blas José Pico fue nombrado por Posadas como gobernador intendente interino el 6 de agosto de 1814 (un mes antes de la creación formal de la provincia). Pico partió de Colonia del Sacramento el 9 de agosto con 600 soldados (entre ellos 150 del regimiento N° 3) y dos piezas de artillería, desembarcando en el Puerto Landa el 19 de agosto. Allí lo esperaba el comandante de Gualeguaychú, Gregorio Samaniego, con 50 hombres y algunos vecinos, perseguidos por las fuerzas artiguistas. Pico desalojó al artiguista Blas Basualdo de Gualeguaychú y el 27 de agosto entró en Concepción del Uruguay. Poco después fue nombrado teniente gobernador. Su misión en Entre Ríos era:

(...) establecer el orden, destruir todo partido perjudicial a los intereses del Estado, uniformar la opinión, entablar la armonía, y proporcionar todas las satisfacciones y seguridad posibles a los habitantes de aquel territorio.

El 19 de agosto de 1814 Posadas propuso al Consejo de Estado separar de la gobernación Intendencia de Buenos Aires a Entre Ríos y a Corrientes, erigiéndolas en gobernaciones-intendencias. El 10 de septiembre Posadas firmó el decreto de creación de las dos provincias fijando sus jurisdicciones. El directorio se reservó el derecho a nombrar a los gobernadores.

Artículo 1: El territorio de Entre Ríos con todos los pueblos formará desde hoy en adelante una Provincia del Estado con la denominación de Provincia de Entre Ríos. Los límites de esta provincia serán: al norte la línea que entre los ríos Paraná y Uruguay, forma el río Corrientes en su confluencia con aquél hasta la del arroyo Aguarachi, y este mismo arroyo con el Curuzucuatiá, hasta su confluencia con el Miriñay, en las inmediaciones del Uruguay, al este el Uruguay y al sud y oeste el Paraná.

Artículo 3: Ambos territorios constituidos en Provincia, quedan por consiguiente separados de la Intendencia de Buenos Aires, y serán regidos por gobernadores intendentes con las mismas facultades, derechos, prerrogativas y dependencias de las demás Provincias del Estado.

Artículo 4: La villa de Concepción del Uruguay será la capital de la Provincia de Entre Ríos (...)

Artículo 5: Ambas provincias nombrarán y tendrán sus representantes en la Asamblea General Constituyente, en la forma que previenen las leyes del Tratado con respecto á las Provincias Unidas.

Sin embargo el cabildo de Corrientes manifestó "serle enteramente desconocido el arroyo Aguarachi" y el límite no quedó firme.
El territorio al norte del arroyo Yeruá hasta el río Mocoretá, entre los ríos Uruguay y Gualeguay formó parte de la gobernación de las Misiones dependiendo del cabildo de Yapeyú, allí estuvieron situadas la Estancia de Mandisoví y el puerto de Salto Chico o Ytú. Al convertirse en provincia, la zona quedó integrada teóricamente al territorio entrerriano. El 22 de septiembre de 1818 en una conferencia en Nuestra Señora de la Asunción del Cambay, de la que participó Artigas junto al gobernador de Corrientes, Juan Bautista Méndez y los principales jefes guaraníes, se acordó que la zona misionera entre el río Mocoretá y el arroyo Yeruá, tuviese un alcalde indígena dependiente de Misiones y un comandante militar para los criollos dependiente de Entre Ríos (el capitán Aniceto Gómez).
Posadas nombró el 22 de agosto de 1814 a José Melián teniente coronel de caballería y Comandante General de las Milicias de Entre Ríos. Se le ordenó formar 4 regimientos, encargo que no pudo cumplir debido a la acción de Artigas, debiendo trasladarse a Paysandú con 300 hombres por orden de Viamonte a recoger a los dispersos de Manuel Dorrego, derrotado por Artigas en la batalla de Arerunguá. En Paysandú recogió al comandante de granaderos a caballo José Matías Zapiola con parte de su tropa y les proporcionó embarcaciones para pasar a Concepción del Uruguay y luego a Buenos Aires. Luego Melián debió repasar el río ante el ataque a Concepción del Uruguay por las fuerzas de Otorgués y Blas Basualdo, a quienes junto con 100 dragones al mando de los coroneles Valdenegro y Hortiguera que habían llegado de Buenos Aires, derrotaron en el Rincón. 
El 6 de septiembre el coronel José María León obtuvo la victoria sobre los artiguistas en el Paso de Belén (cerca de Mandisoví) y el 28 de septiembre las fuerzas de Pico ocuparon Mandisoví desalojando a Manuel Francisco Artigas. El 4 de noviembre sustituyó a Pico el coronel Juan José Viamonte como gobernador intendente de Entre Ríos.
Entre Ríos, junto con Corrientes y Santa Fe, se rehusaron a enviar representantes al Congreso de Tucumán, apoyando el congreso de la Liga Federal organizado por Artigas en Concepción del Uruguay en 1815 (Congreso de Oriente). Ningún diputado de la provincia firmó la declaración de independencia en 1816, ya que no asistieron los diputados de las provincias aliadas de Artigas.
| Asentamiento           | Comandante               | Período |
| ---------------------- | ------------------------ | --- |
| Paraná                 | Eusebio Hereñú           | El 21 de febrero de 1814 ocupó la villa. El Directorio lo nombró comandante de Paraná el 16 de septiembre de 1814, 6 días después de la creación de la provincia. Fue depuesto por el pueblo de la villa el 22 de mayo de 1814. |
| Paraná                 | Pedro Antonio Paz        | Elegido en reemplazo de Hereñú, al sospechar su entendimiento con el gobierno de Santa Fe, fue depuesto por el pueblo el 2 de junio de 1814.                                                                                    |
| Paraná                 | Agustín de Echeverría    | Elegido en reemplazo de Paz el 2 de junio de 1814 hasta septiembre de 1814. |
| Paraná                 | Eusebio Hereñú           | El directorio lo repuso el 16 de septiembre de 1814 en reemplazo de Mariano Díaz, quien había ocupado la villa en septiembre luego del pacto del 9 de julio de Alvear con Artigas.                                              |
| Paraná                 | José Ignacio Vera        | Fue elegido en 1815 |
| Paraná                 | Eusebio Hereñú           | Elegido nuevamente en 1816 |
| Paraná                 | José Ignacio Vera        | Reemplazó a Hereñú en septiembre de 1817, quien se rebeló en 1817 por ello. Artigas lo nombró comandante militar de Entre Ríos.                                                                                                 |
| Paraná                 | José Francisco Rodríguez | Marzo de 1818 |
| Paraná                 | Romualdo García          | 1819 - 1820 |
| Concepción del Uruguay | Blas Basualdo            | A mediados de febrero de 1815. |
| Concepción del Uruguay | José Antonio Berdún      | marzo de 1815 - agosto de 1816 |
| Concepción del Uruguay | Francisco Ramírez        | Desde 1816 hasta 1820 |
| Gualeguay              | Gervasio Correa          | 1814 - 1817 |
| Gualeguaychú           | Gregorio Samaniego       | 1814 - 1817 |
| Nogoyá                 | Justo Pastor Hereñú      | 1814 - 1817 |

### La guerra contra el Directorio
En diciembre de 1817 Hereñú y su segundo Evaristo Carriego, junto con Gervasio Correa de Gualeguay y el sargento mayor Gregorio Samaniego, de Gualeguaychú, pactaron con el director supremo Pueyrredón la reincorporación de Entre Ríos a las Provincias Unidas, por lo que Artigas envió fuerzas contra ellos. Solo se mantenían adictos a Artigas José Ignacio Vera en Paraná y Francisco Ramírez, quien tomó armas contra ellos, quedando al mando de la región como delegado de Artigas. Ricardo López Jordán (padre), junto con los capitanes Pedro González y Manuel García, expulsaron a Correa y Samaniego de Gualeguay. Pueyrredón envió una flotilla al mando del coronel Luciano Montes de Oca y del teniente coronel Domingo Sáez con 600 soldados para ocupar Concepción del Uruguay, que salió de Buenos Aires el 15 de diciembre de 1817, desembarcando en Los Toldos el 20 de diciembre, cerca del Puerto Ibicuy en donde Ramírez mantenía sitiados a Samaniego y a Correa, quienes fueron auxiliados y avanzaron hasta las puntas del Arroyo Ceballos (cerca de Larroque), en donde Ramírez los derrotó el 25 de diciembre de 1817. Las fuerzas del directorio avanzaron hacia Gualeguaychú y acamparon en sus cercanías, desde allí partió Sáez con 300 soldados hacia el norte, pero fue derrotado por Ramírez en el arroyo Santa Bárbara el 4 de enero de 1818.
Después de esta derrota, Montes de Oca embarcó sus tropas en Puerto Landa y se situó en Higueritas (Nueva Palmira, actual Uruguay), mientras que Hereñú y Correa se replegaron hacia Los Toldos y Samaniego permaneció en Gualeguaychú.
Pueyrredón reemplazó a Montes de Oca por el coronel Marcos Balcarce, que concentró sus tropas en la isla Martín García. En marzo de 1818, desembarcaron en La Bajada, siendo derrotados por Ramírez en Saucesito el 25 de marzo de 1818, en donde murió Samaniego. Balcarce evacuó La Bajada. El jefe artiguista José Francisco Rodríguez quedó como gobernador de Entre Ríos.
El 19 de mayo de 1818 se produjo el ataque portugués a Concepción del Uruguay, en el marco de la Invasión Luso-Brasileña a la Banda Oriental. Bento Manuel Ribeiro se apoderó de las baterías instaladas en la barra del arroyo Perucho Verna, frente a Paysandú y en el Paso de Vera, y luego ocupó por unos días la villa, saqueándola. Ramírez, atacado de sorpresa por la retaguardia, la abandonó precipitadamente con sus fuerzas.
La provincia colaboró con Artigas hasta que Francisco Ramírez tomó el poder del territorio entrerriano. Ramírez se unió al gobernador Estanislao López de Santa Fe contra el gobierno de Buenos Aires, al que infligieron la derrota en la primera batalla de Cepeda en 1820, que señalaba el triunfo de las autonomías provinciales sobre el predominio de Buenos Aires. Como consecuencia, fue firmado el Tratado del Pilar, suscrito entre las tres provincias y que fue el primer tratado interprovincial.
A partir del Tratado del Pilar, Ramírez se enemistó con Artigas, iniciándose una breve pero violenta guerra civil. Ramírez derrotó a Artigas en la batalla de Las Tunas y lo persiguió hasta expulsarlo hacia el Paraguay. Este enfrentamiento fue una de las causas de la pérdida de la Provincia Oriental para las Provincias Unidas del Río de la Plata.

### La República Oriental de Entre Ríos
El 29 de septiembre de 1820, el gobernador Francisco Ramírez proclamó la República de Entre Ríos que integraba también Corrientes y parte del territorio de Misiones. La República fue dividida en cuatro departamentos: del Paraná (que incluía a Esquina), del Uruguay (que incluía Curuzú Cuatiá y Mandisoví), Corrientes y Misiones. Los comandantes que gobernaban los departamentos eran nombrados por el Jefe Supremo.
Esta república, que contaba con reglamentos a manera de constitución, se mantuvo hasta la muerte de Ramírez, el 10 de julio de 1821. Poco después, el 26 de noviembre de ese año, Corrientes y Entre Ríos recuperaron su individualidad como provincias.

### Restauración de la provincia

#### Gobierno de Mansilla
El coronel Lucio Norberto Mansilla, jefe de un regimiento acantonado en Paraná, con el apoyo de Buenos Aires y de Santa Fe, se pronunció en Paraná el 23 de septiembre de 1821, asumió el mando político y militar de Paraná y el 28 de septiembre se proclamó General en Jefe Libertador y Gobernador Provisorio. 

Reunida la Representación de este Departamento con el mayor placer faculta á U. S. plenamente, dándole el título de Gefe de las fuerzas libertadoras de Entre-Rios, para que prosiga, active y consume la grande obra de la salud pública, que en esta parte del nuevo mundo, va á proporcionar el movimiento feliz del 23 del corriente bajo la energía de U. S.

Saludamos á U. S. con toda consideración.

Sala de Sesiones en el Paraná á 28 de septiembre de 1821.

Sr. D. Lucio Mansilla, Gefe de las fuerzas libertadoras de Entre-Rios.
Acuerdo de la Representación del Paraná, nombrando á D. Lucio Mansilla Gefe de las fuerzas libertadoras de Entre-Rios.

Con fuerzas entrerrianas, correntinas y santafesinas avanzó hacia Concepción del Uruguay, quedando el gobernador de Santa Fe, Estanislao López, en Paraná. Ambas partes intentaron acordar una tregua hasta la reunión de un congreso el 25 de octubre, pero el 20 de octubre Hereñú derrotó en la Batalla del Gená a Gregorio Píriz, por lo que López Jordán, Cipriano de Urquiza, Píriz y Mariano Calvento se exiliaron entre los portugueses en Paysandú. El 23 de octubre Hereñú ocupó Concepción del Uruguay, saqueada por las tropas santafesinas, previa defección de su comandante militar Pedro Barrenechea, quien fue confirmado en el cargo.
El 28 de octubre Mansilla convocó a elecciones de diputados para formar un congreso a realizarse tres días después de recibida la comunicación en cada pueblo:

Recobrados los derechos de esta Provincia vejadas por la arbitrariedad del heredero de Ramírez, solo falta que reunidos en Congreso los Diputados de los Pueblos, elijan la persona que debe ocupar la silla del Gobierno; discutan sobre el arreglo interior de ella, y finalmente formen el Código por el cual deban regirse.

Para efectuarlo deberá V. dentro de tercero dia de recibida esta, hacer reunir en la Plaza de ese Pueblo á todos los habitantes de él y su jurisdicción, para que libre y espontáneamente deleguen en un individuo su poder y representación para los fines espuestos.

Para el 20 de noviembre deberá estar en el Paraná con la acta original de su nombramiento, autorizado por Vd., cuyo cumplimiento espero de la actividad y notorio patriotismo de Vd.

Salud, libertad y union.

Paraná, Octubre 28 de 1821.

Lucio Mansilla.

Fueron elegidos: Pantaleón Panelo (el 11 de noviembre en Concepción del Uruguay), Casiano Calderón (el 8 de noviembre en Gualeguay), José Soler (el 27 de diciembre en Paraná, por renuncia de José Ignacio Vera electo el 3 de diciembre), José Marcelino Peláez (el 7 de noviembre en Gualeguaychú, por renuncia de José María Lacunza) y José Francisco Taborda (el 4 de noviembre en Nogoyá). El 6 de diciembre quedó constituido el Congreso provincial, presidido por Casiano Calderón en Paraná y el día 8 eligió al exdelegado de Ramírez, Ricardo López Jordán (padre) como gobernador. López y Mansilla se opusieron y el 13 de diciembre de 1821 este último fue elegido gobernador y capitán general de Entre Ríos.
El 5 de noviembre Mansilla nombró al capitán José Ignacio Vera Comandante General de la costa del Paraná, comprendiéndose en su jurisdicción los pagos de María Chico, Alcaraz, Hernandarias y Feliciano hasta Guayquiraró.
Mansilla estrechó las relaciones con Buenos Aires y concertó la paz con Santa Fe. Mediante el Plan de división de los Departamentos de la Provincia de Entre Ríos del 6 de diciembre de 1821, (ley sancionada por el congreso el 17 de febrero de 1822) dividió la provincia en dos departamentos principales: Departamento Principal Nº 1 del Paraná, con cabecera en Paraná; y Departamento Principal Nº 2 del Uruguay, con cabecera en Concepción del Uruguay, cada uno de los cuales se hallaba dividido en cuatro departamentos subalternos.
Se trasladó la capital provincial a la villa de Paraná.
Hizo sancionar por el Congreso el 4 de marzo de 1822, la primera constitución provincial para Entre Ríos (el Estatuto provisorio Constitucional de la Provincia de Entre Ríos), la cual él mismo había elaborado junto con Casiano Calderón, Domingo de Oro y el doctor Pedro José Agrelo. Esta constitución fue la primera sancionada por una provincia argentina y constaba de 14 secciones y 125 artículos. 

Artículo 8: El Poder Legislativo reside en el Congreso (...) que se compondrá, por ahora, de un diputado por cada uno de los cinco pueblos principales de la provincia, elegidos por electores de todos los departamentos. (Esos pueblos eran: Paraná, Concepción del Uruguay, Nogoyá, Gualeguay y Gualeguaychú)

La bandera provincial fue abolida por Mansilla al disponer que solo se usara la nacional con el escudo provincial en el centro, escudo que fue creado el 12 de marzo de 1822. El 20 de enero de 1823 abolió el diezmo en la provincia y el 11 de marzo de 1822 prohibió el tráfico de esclavos.
El 29 de mayo de 1822 se produjo el ataque a Concepción del Uruguay por parte de los jordanistas Píriz, Anacleto Medina, Obando y Berdún y a Gualeguaychú por Hereñú, pero fueron rechazados, perseguidos y derrotados el 31 de mayo en Paso del Molino.
Los partidos correntinos de Esquina y Curuzú Cuatiá que habían sido agregados por Ramírez a Entre Ríos, permanecieron ocupados por Mansilla, quien los incorporó como departamentos subalternos a los departamentos principales 1 y 2 respectivamente antes de ser sancionado el plan de división por el Congreso. Ambos departamentos fueron entregados a Corrientes mediante el Tratado del Cuadrilátero firmado el 25 de enero de 1822 con las provincias de Corrientes, Buenos Aires y Santa Fe. Que dispuso:

Artículo 3: (...) quedando divisorios provisoriamente de la de Entre Ríos y Corrientes, los arroyos Guayquiraró, Miriñay, Tranquera de Loreto, con el territorio de Misiones, sin perjuicio del derecho que defiende Santa Fé de las cincuenta leguas que su Representante dice corresponderle por su fundación, y fueron deslindadas hasta los mojones, o al menos hasta el río Corrientes, como los que tenga esta provincia a su favor, cuya decisión queda al soberano Congreso General.

El 20 de noviembre de 1823, Mansilla mandó construir una capilla, casa parroquial y cementerio, dando origen a lo que luego sería la ciudad de Villaguay. En 1833 se creó la Comandancia de Villaguay y la capilla fue erigida recién en 1835 con el nombre de "Santa Rosa de Villaguay".

#### Consolidación provincial
Mansilla terminó su período el 10 de febrero de 1824 y fue reelecto al día siguiente, pero no aceptó, por lo que el 12 de febrero fue elegido Juan León Sola como gobernador, quien ya había sustituido a Mansilla durante sus viajes en 1822 y entre el 12 de marzo y el 8 de abril de 1823. En octubre de ese año fueron elegidos Mansilla y el comandante del Departamento del Uruguay, Evaristo Carriego, como diputados al Congreso General Constituyente de Buenos Aires. Durante el viaje de Sola a una conferencia en San Nicolás de los Arroyos, el coronel Pedro Barrenechea lo sustituyó como gobernador entre el 21 de noviembre y el 6 de diciembre de 1824. El 17 de enero de 1825, Sola prohibió la instalación de conventos y monasterios en la provincia. 
Dado el estado de tensión con el Brasil, el gobierno nacional envió a Entre Ríos el Ejército de Observación sobre el Uruguay, que al mando de Martín Rodríguez llegó a Paraná en septiembre de 1825 y luego se situó sobre el Arroyo del Molino cerca de Concepción del Uruguay. El 10 de diciembre Brasil declaró la guerra y el ejército cruzó el río Uruguay.
El 15 de diciembre de 1825 Ricardo López Jordán (padre) fue elegido gobernador, apoyado por una fuerza armada en Concepción del Uruguay, pero el 21 de diciembre la elección fue anulada por influencia de Estanislao López y Sola fue, primero prorrogado su mandato por 4 meses y luego reelecto. Esto provocó el levantamiento de López Jordán y la intervención del gobierno nacional de Bernardino Rivadavia, quien envió a la provincia al coronel Manuel de Escalada, este obtuvo un acuerdo que repuso a Sola a condición de que luego renunciara, lo que hizo el 3 de abril de 1826, mientras que López Jordán aceptaba acatar una nueva elección del Congreso. Al día siguiente el Congreso provincial nombró gobernador provisorio al comandante del departamento del Paraná, teniente coronel Vicente Zapata.
A consecuencia del viaje de Rivadavia a Inglaterra, en 1826 se hizo el primer intento de establecer colonos europeos en Entre Ríos. Fue firmado un contrato con Barber Beaumont, quien el 19 de marzo de 1826 partió de Plymouth con 200 inmigrantes ingleses con sus familias. El bloqueo brasileño del Río de la Plata impidió la llegada de los barcos a Entre Ríos, que en parte regresaron a Inglaterra. Un grupo logró pasar e intentó establecerse en los campos entre los arroyos Palmar y Yeruá, pero se produjo un conflicto con las autoridades locales y la colonia fue evacuada inmediatamente retornando en parte a Inglaterra y asentándose algunos cerca de Montevideo.
El 26 de agosto de 1826 una ley del Congreso Provincial sancionada a propuesta de Justo José de Urquiza, elevó al rango de villa a los pueblos de Nogoyá, Mandisoví y Matanza (Victoria) y a ciudades a Paraná y Concepción del Uruguay, manteniendo como villas a Gualeguay y Gualeguaychú. 

Artículo 1: Las dos villas capitales de la provincia, a saber Paraná y Uruguay, quedan elevadas al rango de ciudades.

Artículo 2: Los pueblos de la provincia conocidos por tal dictado, serán denominados villas.

A principios de enero de 1827, durante una ausencia de Zapata, Ricardo López Jordán lo sustituyó por algunos días. El 24 de enero de 1827 Zapata renunció, pero el Congreso rechazó su renuncia y el 27 de enero volvió a renunciar, permaneciendo en el cargo hasta el 1 de marzo de 1827 cuando asumió el coronel Mateo García de Zúñiga. En sustitución de Zúñiga, López Jordán asumió interinamente dos veces del 14 al 30 de junio y del 2 al 20 de agosto de 1827. 
El 4 de marzo de 1827 el Congreso provincial sancionó una ley que no aceptaba la Constitución Nacional sancionada el 24 de diciembre de 1826 y suspendía a sus diputados nacionales. El 26 de marzo fueron creados los juzgados del crimen de Paraná y de Concepción del Uruguay. El 15 de septiembre de 1827 estalló una rebelión encabezada por el capitán Tomás Cóceres, quien fue ejecutado, pero el 27 estalló otra encabezada por los capitanes Blas Martínez y Juan Ignacio Reyes, por lo que Zúñiga dejó el mando y ese día el Congreso eligió a Vicente Zapata por sorteo ante igualdad de votos con López Jordán. El 16 de diciembre Zapata renunció y el Congreso eligió a León Sola.
Un levantamiento armado depuso a Sola el 22 de noviembre de 1830 y López Jordán asumió como gobernador, pero una sublevación dirigida por el coronel Pedro Espino lo depuso y el 10 de diciembre asumió Pedro Barrenechea.
El 4 de enero de 1831 Entre Ríos, junto con Buenos Aires y Santa Fe, firmaron el Pacto Federal.
En 1832 fue fundada la ciudad de  Concordia, en el lugar en donde se halló hasta 1820 San Antonio del Salto Chico.
El 22 de febrero de 1832, el Congreso Provincial, a instancias de Estanislao López, nombró al santafesino Pascual Echagüe, poniendo fin al período de anarquía. Este permaneció en la órbita de poder del gobernador de Buenos Aires, Juan Manuel de Rosas.
En 1833 la Legislatura provincial, a instancias del gobernador Pascual Echagüe, adoptó una nueva bandera.

(...) con tres fajas horizontales, debiendo ser blanca la del centro, azul y colorada la de los lados, poniéndose en la parte superior la azul hasta la mitad de la bandera y el escudo en el centro.

Bandera de la Provincia de Entre Ríos creada por Pascual Echagüe en 1833.

El 13 de julio de 1835 la Legislatura creó la villa de La Paz, trasladada por Urquiza en 1848 a su ubicación actual.

### Las guerras civiles

#### Acciones durante el gobierno de Pascual Echagüe
En Corrientes y otras provincias se fue realizado poco a poco un foco de oposición a Rosas, hombre fuerte de la Confederación Argentina. El 26 de febrero de 1839 el gobernador de Corrientes Genaro Berón de Astrada se pronunció contra Rosas en alianza con el uruguayo Fructuoso Rivera, el gobernador de Entre Ríos Pascual Echagüe, encargado por Rosas de vigilar sus movimientos, invadió la provincia de Corrientes. Berón de Astrada, sin la prometida ayuda de Rivera, reunió 5000 hombres al sur de Curuzú Cuatiá junto al arroyo Pago Largo, en donde son sorprendidos el 31 de marzo por las tropas de Echagüe, resultando muerto el gobernador correntino y la mitad de sus tropas y el resto tomados prisioneros. Tras su victoria en la batalla de Pago Largo, los rosistas se apoderaron de la provincia de Corrientes, destruyeron el pueblo de Esquina y nombraron el 6 de julio de 1839 al coronel José Antonio Romero como gobernador. El 2 de septiembre de 1839 Juan Galo Lavalle fue embarcado con dos divisiones (Legión Libertadora) en la isla Martín García por la escuadra francesa y desembarcó en Entre Ríos en Puerto Landa en donde se le unió el coronel Olavarría. Dispuesto a combatir a Echagüe, firmó una proclama adhiriéndose al federalismo pero nadie la tomó en serio y Echagüe se retiró a Entre Ríos, mientras el gobernador delegado Vicente Zapata concentraba tropas en Nogoyá, dejando desprotegida la costa entrerriana del Uruguay, por lo que Lavalle ocupó Gualeguaychú y avanzó hacia Villaguay el 12 de septiembre. El 22 de septiembre Lavalle, pese a la inferioridad numérica de 450 contra 1300, logró derrotar a Zapata en la batalla de Yeruá y ocupó Concordia, desde donde emitió una proclama a la Legislatura entrerriana, que no le respondió. Juan Pablo López cruzó el río Paraná al frente de 600 soldados en busca de Lavalle, por lo que este avanzó hacia Corrientes. Cuando cruzó el río Mocoretá se enteró del levantamiento ocurrido en la ciudad de Corrientes que instaló a Pedro Ferré nuevamente como gobernador el 6 de octubre de 1839. Ferré logró armar un nuevo ejército de 3000 hombres, que puso al mando de Juan Lavalle.
Echagüe invadió el territorio uruguayo el 29 de julio de 1839, atravesando el río Uruguay por Salto, mientras Rivera procedió a destacar fuerzas de caballería sobre la costa del río Uruguay. El plan de Rivera consistía en iniciar operaciones de hostigamiento apenas cruzara Pascual Echagüe al territorio oriental y pasó del río Queguay al río Negro y luego al río Santa Lucía, donde se cubrió tras esa barrera hasta recibir la incorporación de su infantería y artillería desde Montevideo. Echagüe envió en busca de ganado varias divisiones, entre ellas la de los coroneles Leonardo Olivera y Manuel Lavalleja hacia las regiones de Maldonado y San José, pero fueron batidas en diversos encuentros, las fuerzas de Manuel Lavalleja por Anacleto Medina nuevamente en las puntas del arroyo Arias. A su vez, el coronel Leonardo Olivera fue derrotado el 17 de octubre por el coronel Fortunato Silva, en San Carlos. Rivera abandonó la barrera del río Santa Lucía y derrotó al ejército de Echagüe en la batalla de Cagancha con tan solo 3000 hombres contra 6000 de Echagüe.
El 1 de enero de 1840, Ferré le declaró la guerra a Rosas. El grueso del ejército correntino al mando de Lavalle marchó hacia el río Uruguay para bordearlo en dirección a Concordia, que fue ocupada por el coronel Chilavert a principios de marzo. Giró luego hacia Paraná en busca del gobernador Echagüe. El 26 de marzo un destacamento de observación entrerriano fue dispersado por los correntinos a orillas del arroyo Villaguay. Ante la inacción de Echagüe, Lavalle continuó avanzando, pero el 9 de abril los ejércitos chocaron en la batalla de Don Cristóbal, en donde Echagüe retiró sus tropas a tiempo para reorganizarlas y salvarlas del desastre. Echagüe retiró sus tropas a Nogoyá y luego hacia Paraná, estableciéndose defensivamente en Sauce Grande, rodeado de defensas naturales. Lavalle atacó la posición (Batalla de Sauce Grande), pero fue rechazado con grandes pérdidas, por lo que trasladó su ejército hasta Punta Gorda (Diamante), en donde cruzó el río Paraná por medio de barcos franceses hacia la Provincia de Santa Fe, desde donde continuó su avance hacia Buenos Aires. El ejército correntino llegó hasta Merlo, sin contar con el apoyo de la población local, por lo que el 7 de septiembre se retiró hasta Santa Fe, seguido por Manuel Oribe. Rodeado por las fuerzas de Juan Pablo López y asediado por Oribe, continuó el 18 de noviembre hacia Córdoba con la idea de unirse a las fuerzas de Gregorio Aráoz de Lamadrid en la Coalición del Norte, pero fue alcanzado y derrotado por Oribe en la batalla de Quebracho Herrado el 28 de noviembre. Corrientes quedó completamente indefensa, pero Ferré comenzó a armar otro ejército. 
Ferré puso a Rivera al mando del nuevo ejército correntino, pero luego llegó a Corrientes el general José María Paz y fue puesto al mando del ejército. El general Paz se instaló con sus tropas en Paso Nuevo, al sur del río Corriente, pero debió cruzar hacia el norte este río y dirigirse a Mercedes ante el avance del uruguayo Servando Gómez en dirección a Goya. Las fuerzas entrerrianas de Echagüe habían invadido el sur correntino en septiembre de 1841 encontrándose con las correntinas el 28 de noviembre en la Batalla de Caaguazú. Al iniciarse la batalla, Echagüe contaba con 5000 hombres y 12 piezas de artillería, al mando del coronel Servando Gómez, el general Paz contaba con 3000 hombres. El ejército correntino tuvo 53 muertos, mientras los entrerrianos perdieron 1.356 muertos y 800 prisioneros, además de toda la artillería, el parque y casi toda las armas de infantería.

#### La llegada de Urquiza al gobierno
Debido a la derrota, Echagüe regresó a Entre Ríos, mientras que la Legislatura entrerriana lo desplazó del mando y nombró gobernador al general Justo José de Urquiza. Rivera invadió Entre Ríos desde el Uruguay, mientras que el gobernador santafesino Juan Pablo López entró en conflicto con Rosas y huyó a Corrientes, en tanto Paz invadió Entre Ríos y ocupó Paraná, huyendo Urquiza hacia las islas del sur, para pasar por un tiempo a Buenos Aires, por lo que Paz se hizo nombrar gobernador. En febrero de 1842 Paz organizó una reunión en el río Paraná con representantes de Ferré, Juan Pablo López y Rivera, conviniéndose continuar la guerra contra la Confederación. Luego Ferré ordenó el retiro hacia Corrientes de las fuerzas correntinas por desinteligencias con Paz y este quedó solo al mando de los prisioneros entrerrianos tomados en Caaguazú, que habían sido unidos a su ejército. En tanto Juan Pablo López era derrotado en su intento de recuperar Santa Fe y Echagüe fue nombrado gobernador de esa provincia. Paz retiró su ejército hacia el río Uruguay con la intención de unirse a las fuerzas de Rivera, pero los ex prisioneros de Caaguazú se sublevaron y se unieron a las fuerzas de Urquiza, por lo que Paz ancanzó Concepción del Uruguay prácticamente solo, entregó sus escasas fuerzas a Rivera y se refugió en Paysandú. Juan Pablo López cruzó a Entre Ríos y avanzó hacia el este para unirse a Rivera, logrando una victoria menor sobre Urquiza en un paso sobre el río Gualeguay. El 25 de octubre de 1842, en una reunión realizada en Paysandú directamente por los jefes de la alianza (Paz, Rivera, Ferré, López y el riograndense Bento Gonçalves) se acordó dar el mando supremo a las tropas de Rivera, lo que disgustó mucho a Paz y provocó su retiro. Las tropas correntinas marcharon hacia Entre Ríos al mando de Manuel Ramírez, junto con los coroneles Joaquín y Juan Madariaga, Benjamín Virasoro y Manuel Hornos.
Rivera con las fuerzas correntinas, coloradas uruguayas y las escasas fuerzas de López y de Paz, formó un ejército de 8.000 hombres y fue derrotado completamente por Oribe el 6 de diciembre de 1842 en la batalla de Arroyo Grande, este había cruzado el río Paraná desde Santa Fe con un ejército de 9000 hombres, que incrementó a 12 000 y consiguió dominar Entre Ríos. Urquiza controló todo Entre Ríos y Ferré huyó al Paraguay, mientras los restos de su ejército regresaban a Corrientes. Rivera cruzó el río Uruguay seguido luego por Oribe, iniciando la Guerra Grande del Uruguay. El rosista Pedro Cabral fue nombrado gobernador de Corrientes.
El 9 de febrero de 1843 las provincias de Corrientes y de Entre Ríos firmaron un tratado, en el que se fijó una línea limítrofe:

Art. 1 ° Los límites de la Provincia de Entre Ríos y Corrientes por ahora, y hasta que haya un arreglo general serán los rios Guayquiraró y Mocoretá, tirando una línea recta desde las puntas del 1° á las del 2° amojonándose para mejor inteligencia de sus respectivos límites.

- Wikisource contiene obras originales de o sobre Historia de la provincia de Entre Ríos.

El 31 de marzo de 1843 el general Joaquín Madariaga, quien había logrado huir luego de la derrota de Arroyo Grande, atravesó el río Uruguay por Paso de los Libres con 108 correntinos exiliados en el Brasil. Estas fuerzas adicionadas con fuerzas formadas en Mercedes, Curuzú Cuatiá, Esquina y Bella Vista, avanzaron hacia la ciudad de Corrientes, que fue tomada por Virasoro sin resistencia el 13 de abril de 1843. El coronel Galán de las fuerzas de Urquiza, fue derrotado por Madariaga en la batalla de Laguna Brava el 6 de mayo.
El nuevo ejército correntino fue reorganizado en el campamento de Villanueva y el 16 de diciembre penetraron en Entre Ríos. El 30 de diciembre de 1843 ocuparon Concordia y pasaron el río Uruguay tomando Salto y dejándola en poder de Rivera. El 17 de enero de 1844 se produjo el combate de Palmar entre las tropas de Madariaga y del coronel Eugenio Garzón, quien se retiró, mientras Madariaga regresaba al campamento de Villanueva en Corrientes. A principios de 1845 el general Paz volvió a Corrientes y fue puesto al mando de la guerra. En noviembre Corrientes y Paraguay firmaron una alianza y tropas paraguayas llegaron a la territorio correntino.
Rosas decidido a derrotar a Rivera, apoyó al general Oribe con un cuerpo expedicionario de 4000 entrerrianos al mando del general Urquiza, que penetraron en territorio uruguayo. Urquiza venció a Rivera el 27 de marzo de 1845 en la batalla de India Muerta. El ejército de Rivera contaba entre 2000 y 3200 hombres, perdiendo 1700 hombres, frente al ejército de Urquiza que contabilizaba en total 3000 hombres, con un total de 160 bajas.
Garzón situó su campamento en Arroyo Grande, en donde esperó a Urquiza que regresaba con 2000 hombres desde Montevideo y luego ingresaron en la Provincia de Corrientes. El 13 de enero lograron el triunfo sobre Paz en Pago Largo. Paz recibió el aporte de los paraguayos al mando de Francisco Solano López, pero se retiró hacia el norte, lo mismo que Madariaga con 1500 hombres. Fuerzas de vanguardia de ambos ejércitos chocaron en la batalla de Laguna Limpia, cerca de Yaguareté Corá y de San Miguel, allí fue capturado Juan Madariaga, hermano del gobernador. Las fuerzas de Paz y de Madariaga se unieron al norte del río Santa Lucía, mientras al sur del río se situaba Urquiza, quien luego se retiró con sus fuerzas a Entre Ríos sin combatir. Los paraguayos se retiraron al Paraguay tras desinteligencias con Madariaga, quien había comenzado tratativas con Urquiza y firmó con él el Tratado de Alcaraz por medio del cual Corrientes se reintegraba a la Confederación Argentina y al Pacto Federal de 1831, mientras conservaba su alianza con el Paraguay y los unitarios de Montevideo, pero el tratado fue rechazado por Rosas, por lo que quedó sin efecto.
Urquiza intentó reabrir nuevamente negociaciones con Madariaga y reconoció al nuevo gobierno de Montevideo, lo cual fue reprobado enérgicamente por Rosas, quien le ordenó avanzar sobre Corrientes. Urquiza inició el avance 4 de noviembre de 1847 desde su campamento del Calá con 5000 hombres, entre ellos 2000 correntinos al mando de los coroneles Nicanor Cáceres y José Antonio y Benjamín Virasoro. Urquiza derrotó a Madariaga en la batalla de Vences el 26 de noviembre de 1847, los restos del ejército correntino huyeron al Paraguay, mientras Miguel Virasoro era nombrado nuevo gobernador, luego reemplazado por su hermano Benjamín Virasoro, ambos partidarios de Urquiza.
Urquiza se hizo cargo de la gobernación decidido a recuperar el orden. Expulsó a las fuerzas invasoras de Corrientes e inició un período de prosperidad para la provincia. Se crearon escuelas regladas por un Consejo Provincial de Educación, entre las que destacó, el actual Colegio Nacional de Concepción del Uruguay, lugar de aprendizaje de las últimas corrientes del pensamiento europeo. Se crearon las Estancias del Estado, con cuyas ganancias se otorgaban préstamos sin interés para proyectos industriales, destinándose también a la construcción de obras públicas.
El 20 de marzo de 1847, el comandante interino del 4° departamento subalterno del 2° Principal (o de Mandisoví) con sede en Concordia, coronel Manuel Antonio Urdinarrain, delineó el nuevo pueblo de Mandisoví, llamado posteriormente Federación. 
Mediante la sanción del Reglamento de Administración de Justicia el 13 de abril de 1849, Urquiza realizó una nueva división administrativa de la provincia, dividiendo los dos departamentos principales formando los departamentos La Paz, Paraná, Diamante, Victoria, Nogoyá, Gualeguay, Gualeguaychú, Uruguay, Villaguay y Concordia. 
El 8 de noviembre de 1851 dictó un decreto que expresa que "Desde la fecha de la presente resolución, quedan erigidas en ciudades todas las villas y en estas todos los pueblos de la provincia".
El bloqueo francés de 1838 a 1840 y el bloqueo anglo-francés de 1845 a 1850 permitieron a los buques mercantes remontar los ríos Paraná y Uruguay, favoreciendo a Entre Ríos en el comercio, monopolizado desde mucho tiempo antes por el puerto bonaerense. Cuando los bloqueos fueron levantados, el resentimiento provocado por este hecho, junto con la tradicional insistencia de Entre Ríos en un federalismo verdadero, constituyeron las bases de la decisión de Urquiza de derrocar a Rosas y unir al país bajo una constitución.

#### Pronunciamiento de Urquiza

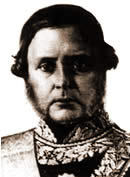
Justo José de Urquiza, gobernador de Entre Ríos y presidente de la Confederación Argentina.

El 6 de octubre de 1850 Urquiza y Benjamín Virasoro, se entrevistaron en Concordia y acordaron una acción conjunta contra Juan Manuel de Rosas. En enero de 1851 un enviado de Urquiza propuso una alianza al cónsul brasileño en Montevideo. 
La ruptura final entre Urquiza y Rosas se produjo en 1851 con su manifiesto del 1 de mayo (pronunciamiento), que afirmaba que Entre Ríos reasumía sus derechos soberanos y convocaba la reorganización nacional; propuso que las divisas "Viva la Confederación Argentina!" y "¡Mueran los salvajes unitarios!" fueran reemplazadas por "¡Mueran los enemigos de la organización nacional!"; solo Corrientes lo apoyó en ese momento, adhiriendo pocos días después y separando a la Provincia de Corrientes de la Confederación.

1. Que es la voluntad del pueblo entrerriano reasumir el ejercicio de las facultades inherentes a su territorial soberanía delegadas en la persona del excelentísimo señor gobernador y capitán general de Buenos Aires, para el cultivo de las relaciones exteriores y dirección de los negocios generales de paz y guerra de la Confederación Argentina, en virtud del tratado cuadrilátero de las provincias litorales, fecha 4 de enero de 1831.

2. Que una vez manifestada así la libre voluntad de la provincia de Entre Rios, queda esta en actitud de entenderse directamente con los demás gobiernos del mundo, hasta tanto que congregada la Asamblea Nacional de las demás provincias hermanas, sea definitivamente constituida la republica.

El 29 de mayo de 1851 se firmó el Tratado de Montevideo, una alianza entre Brasil, Entre Ríos y el gobierno de Montevideo contra Manuel Oribe (aliado de Rosas). Las fuerzas entrerrianas y correntinas pasaron al Uruguay atravesando el río Uruguay el 16 de julio de 1851 por Paysandú, mientras Garzón lo hacía por Concordia. Urquiza esperó la llegada de tropas brasileñas y ante la inminente derrota, Oribe firmó un acuerdo el 8 de octubre de 1851 que ponía fin a la Guerra Grande, levantando el sitio de Montevideo. Rosas respondió declarándole la guerra al Brasil el 18 de agosto. Después de obligar a Oribe a capitular en el Uruguay, Urquiza replegó su ejército a Entre Ríos. El 21 de noviembre se firmó un pacto en contra de Rosas, las tierras públicas de Entre Ríos y de Corrientes quedaban hipotecadas para financiar la campaña y Urquiza se comprometió a reconocer la independencia del Paraguay y permitir la libre navegación de los ríos, siendo nombrado jefe del Ejército Grande, reunió 30 000 hombres en Diamante y el 24 de diciembre de 1851, cruzó el río Paraná hacia Santa Fe en donde no halló resistencia. Llegó a las cercanías de Buenos Aires; en la histórica batalla de Caseros el 3 de febrero de 1852, obligó a Rosas a renunciar y huir a Inglaterra.

#### Federalización de Entre Ríos
La Constitución Nacional fue sancionada en Santa Fe el 1 de mayo de 1853, declarando a la ciudad de Buenos Aires como capital de la Confederación. Sin embargo, la separación del Estado de Buenos Aires del resto de la Confederación y su rechazo a la federalización de la ciudad y sus recursos, impidió que se cumpliera el artículo constitucional y el gobierno de la Confederación Argentina se instaló en la ciudad de Paraná.
Urquiza fue elegido presidente de la Confederación, asumió el 5 de marzo de 1854 y decidió federalizar todo el territorio entrerriano mediante un decreto del 24 de marzo. Todo el territorio provincial quedó bajo el mando directo del presidente y del Congreso.
Durante su presidencia el general Urquiza dio un gran impulso a la colonización. Por su iniciativa, el 1 de julio de 1857 se instaló en el este de la provincia un grupo de suizos, provenientes en su mayoría del cantón de Valais. Allí fue fundada la Colonia San José de 13 500 ha, donde se dedicaron principalmente a cultivar la tierra. En 1859 llegaron nuevos grupos.
En 1856 el Gobierno de la Confederación Argentina hizo una concesión de tierras en la zona del arroyo de las Conchas (Departamento Paraná), estableciéndose un grupo de colonos de Alemania. Al año siguiente se establecieron familias de Bélgica. El abandono de los concesionarios hizo que el gobierno se hiciera cargo de los colonos, fundando en 1858 la Colonia Urquiza. Fue la primera colonia agrícola-militar de la Argentina al constituirse además con familias de soldados que militaron junto a Urquiza.
Por ley provincial del 10 de septiembre de 1860 fue fundada dentro de la colonia la Villa Urquiza para ser cabecera provisoria del Departamento Paraná, debido a que la ciudad de Paraná era la capital provisoria de la Confederación Argentina y se hallaba federalizada y separada del territorio entrerriano.

## Período de la Organización Nacional
El 29 de septiembre de 1858 el Congreso Nacional sancionó la ley de desfederalización de Entre Ríos, permaneciendo Paraná con su ejido federalizada y como capital provisoria de la Confederación.
Se convocó a una Convención Constituyente, siendo realizadas las elecciones los días 15, 16 y 17 de noviembre de 1859. La Convención se reunió por ley en Concepción del Uruguay, siendo su presidente el general Manuel Urdinarrain y secretario el Dr. Federico Ibarguren. El 15 de febrero de 1860 fue sancionada la nueva Constitución de acuerdo a los principios, declaraciones y garantías de la Constitución Nacional, la que fue aprobada por el Congreso Nacional el 29 de febrero.
La nueva constitución establecía un Poder Legislativo, formado por una Cámara de Diputados elegidos por cada departamento a razón de uno por cada 5000 habitantes. Los municipios eran reconocidos como autónomos y el Poder Ejecutivo estaba a cargo del Gobernador que era elegido por la Cámara de Diputados por medio de un diputado elector por cada departamento. El Poder Judicial lo formaba una Cámara de Justicia. La capital provincial fue fijada por la Constitución en la ciudad de Concepción del Uruguay.

La Convención Constituyente de la Provincia de Entre-Rios sanciona con fuerza de—

LEY:

Art. 1 ° De conformidad con el art. 9 ° Sección 1° de la Constitución, reinstálase en su rango de Capital de la Provincia, la Ciudad de la Concepción del Uruguay.

2° Reimprímase á continuación el Decreto del Supremo Director de las Provincias Unidas de fecha 10 de septiembre de 1814; erigiendo en Provincias los territorios de Entre-Rios y Corrientes y designándole á la primera por su Capital, la Ciudad del Uruguay.

3 ° Comuniquese y archívese. Uruguay, Abril 4 de 1860.

MANUEL A. URDINARRAIN - Federico Ibarguren, Secretario.
Ley de Capitalización

### Restauración de la provincia de Entre Ríos
La Convención Constituyente, que dictó la Constitución Entrerriana en el año 1860, eligió al general Urquiza como gobernador de la provincia. El 1 de mayo de 1860 fue restablecida la Provincia de Entre Ríos asumiendo el gobernador Urquiza en Concepción del Uruguay, permaneciendo el presidente Derqui y el Congreso Nacional en la ciudad de Paraná. Urquiza gobernó hasta finalizar su período en 1864.
El 18 de septiembre de 1861 se produjo la batalla de Pavón, que significó el fin de la Confederación Argentina y la reincorporación del Estado de Buenos Aires en calidad de miembro dominante del país. Bartolomé Mitre invadió Santa Fe y el presidente Santiago Derqui renunció el 5 de noviembre y se refugió en Montevideo. 
La caída del gobierno nacional hizo que Entre Ríos reasumiera provisoriamente soberanía de Entre Ríos el 1 de diciembre de 1861:

Art. 1° La Provincia de Entre Rios reasume el ejercicio de la Soberanía que le es propia, en toda su plenitud, hasta tanto que reunidas de nuevo las Provincias Argentinas bajo la Constitución federal jurada, cuya fe guarda, se encuentre la Nación en estado de completa paz y quede garantido el cumplimiento de aquella.

2 ° La Provincia de Entre Ríos se declara en paz con todas las Provincias Argentinas, y mantendrá también los pactos que la ligan con naciones estrañas.

El 2 de diciembre de 1861 la ciudad de Paraná fue reincorporada a la provincia de Entre Ríos mediante un decreto del gobernador Urquiza que nombró como jefe político para regirla al brigadier José María Francia, con iguales atribuciones a los jefes de los 10 departamentos.
El 12 de diciembre de 1861 el vicepresidente Juan Esteban Pedernera declaró caduco el gobierno nacional. 
El 22 de enero de 1862 el Congreso Provincial facultó al gobernador a delegar en el gobernador de Buenos Aires el llamado a establecer un Congreso Legislativo Nacional con arreglo a la constitución reformada en 1860, delegación que Urquiza hizo en Mitre el 28 de enero. El 15 de marzo este convocó a elecciones de senadores y diputados para los días 12, 13 y 14 de abril, reintalándose el Congreso Nacional el 2 de mayo. Mitre asumió provisoriamente la presidencia el 12 de abril de 1862 estableciendo la capital en Buenos Aires. Excepto Urquiza en Entre Ríos, los demás gobernadores federales fueron depuestos. 
El 24 de febrero de 1864 fue creado por ley el departamento Tala, separando la delegacía de Tala del departamento Gualeguay. En 1863 fue fundada la ciudad de Colón. 
José María Domínguez asumió la gobernación en 1864 hasta 1868, durante su gobierno ocurrió la guerra del Paraguay, que fue muy impopular en la provincia, desbandándose las tropas reclutadas en Basualdo y en Toledo. En 1865 las fuerzas argentinas al mando del general Bartolomé Mitre establecieron su cuartel general en Concordia. 
Una ley del 12 de marzo de 1866 creó la delegacía de la Villa de Colón dentro del departamento Uruguay. Se puso a su frente un delegado político con las mismas atribuciones que los delegados de Federación, San José de Feliciano y Villa Urquiza. El 16 de junio de 1869 la delegacía pasó a ser la cabecera del nuevo departamento Colón.
En 1868 Urquiza volvió a ser electo gobernador para el período 1868-1872. El general Ricardo López Jordán, que aspiraba a ser el nuevo gobernador, dirigió un movimiento dirigido a derrocar a Urquiza. El detonante de la revolución fue la visita del presidente Domingo Faustino Sarmiento, en marzo de 1870. Como resultado -presumiblemente no deseado- de la revolución, Urquiza fue asesinado el 11 de abril de 1870 en su residencia del Palacio San José.
El censo de población realizado en 1869 señaló la presencia en Entre Ríos de 18 308 inmigrantes extranjeros.
En su lugar, la legislatura eligió gobernador a López Jordán, pero el presidente Sarmiento desconoció su autoridad y envió ejércitos a la provincia de Entre Ríos para intervenirla. López Jordán, a su vez, organizó las milicias provinciales para defenderla, con las cuales logró controlar el interior de la provincia por varios meses. Tras varios combates entre ambos ejércitos, en Sauce, batalla de Don Cristóbal, Quebracho, López Jordán intentó extender la guerra hacia territorio correntino, pero fue derrotado en la Ñaembé, el 24 de enero de 1871. Vencido, se refugió en Brasil. 
La intervención se suspendió cuando, como resultado de los comicios, se eligió como gobernador a Emilio Duportal. Este gobernó solamente unos meses, y ante su renuncia, la legislatura provincial nombró a Leonidas Echagüe -hijo de Pascual Echagüe- para concluir el período 1871-1875. Durante el gobierno de Echagüe, por la Ley provincial n.° 1875 del 28 de mayo de 1872, se mandó fundar Villa Libertad (Chajarí) y Hernandarias.
Como consecuencia de la decisión de la legislatura de prorrogar su mandato, el gobernador debió soportar una invasión y levantamiento jordanista, rápidamente sofocado en la batalla de Don Gonzalo. Su sucesor fue Ramón Febre, que debió lidiar con la última y efímera campaña de López Jordán. Durante su mandato se fundó la "Escuela Normal para Maestros Rurales Alberdi" en Paraná. Nacieron también varios pueblos durante su gobierno: Rocamora, Aldea Brasilera, Vizcacheras, Aldea San Francisco y Aldea Protestante.
El 7 de junio de 1883 el gobernador Eduardo Racedo (gobernó entre 1883 y 1887) convocó a elecciones para convencionales constituyentes que debían reformar la Constitución de 1860. El 14 de agosto comenzaron las sesiones bajo la presidencia de Gregorio Fernández de la Puente. La convención decretó el 18 de septiembre de 1883 que la capital provincial fuera trasladada a la ciudad de Paraná, lo que se efectivizó el 11 de octubre de 1883. La reforma constitucional creó el sistema bicameral al establecer la Cámara de Senadores, con un senador elegido por cada departamento. Creó también el cargo de vicegobernador. El gobernador y el vicegobernador pasaron a ser elegidos indirectamente por un colegio electoral, que era elegido por el pueblo de igual manera que los diputados. Fue creado el Consejo General de Educación y se estableció la obligatoriedad de la enseñanza primaria, gratuita y laica. Los intendentes municipales y los concejales pasaron a ser electos por el pueblo.
Durante el gobierno de Racedo comenzaron las obras de la Casa de Gobierno y se inauguró el Ferrocarril Central Entrerriano entre Paraná y Concepción del Uruguay, lo mismo que el hipódromo y la catedral de la nueva capital.

### Colonización rural de Entre Ríos
El 8 de marzo de 1875 fue sancionada la ley sobre traza de villas y colonias, que uniformó el trazado de los ejidos de pueblos y colonias, que debían ser de grupos de cuatro chacras (cada una de cuarenta y tres hectáreas y cuarenta y siete áreas) separadas por calles. Cada chacra podía dividirse en cuatro quintas separadas por calles, pudiendo cada quinta subdividirse en dos manzanas de planta urbana. Tanto las chacras, como las quintas y las manzanas debían separarse por calles de 30 m de ancho.
Entre 1883 y 1893 fueron fundadas 171 colonias agrícolas en Entre Ríos, de las cuales 21 pertenecían a fundaciones de los gobiernos nacional y provincial, 12 a los gobiernos municipales y 138 privadas. En 1892 existían en Entre Ríos 186 colonias agrícolas. El censo de población realizado en 1895 señaló la presencia en Entre Ríos de 63 050 inmigrantes extranjeros, de los cuales 20 609 eran italianos, 10 045 alemanes del Volga, 2141 austríacos (principalmente eslovenos), 1645 alemanes, 6374 españoles, 4615 franceses, 2178 suizos, etc.

#### Colonización alemana del Volga
Favorecidos por la Ley de Inmigración y Colonización N.° 817 del 19 de octubre de 1876, promulgada por el presidente Nicolás Avellaneda, que les otorgó la propiedad de tierras, desde 1878 comenzaron a radicarse en aldeas o colonias en Entre Ríos familias de alemanes del Volga procedentes de la región de Sarátov, en cercanías del río Volga de Rusia. Luego de que el enviado Andreas Basgall tomara contacto con el territorio entrerriano, los colonos enviaron una comisión a negociar con el gobierno argentino. El primer contingente se estableció en la Colonia General Alvear del departamento Diamante. Luego de una disputa con el gobierno, se les permitió que dentro de la colonia fueran fundadas simultáneamente 5 aldeas el 21 de julio de 1878:
- Aldea Valle María, con colonos católicos, fue conocida con el nombre de Marienthal en recuerdo de la aldea rusa de donde provenían la mayoría de sus fundadores;
- Aldea Protestante, con colonos luteranos, se llamó al principio Aldea de los Agricultores;
- Aldea Salto, con colonos católicos, fue conocida al principio como Aldea Santa Cruz;
- Aldea Spatzenkutter, con colonos católicos, fue conocida también como Marienfeld en recuerdo de su región de origen;
- Aldea San Francisco, con colonos católicos provenientes de la aldea rusa de Pfeifer, fue conocida también como Aldea Araña por el arroyo homónimo.

Al primer contingente siguieron otros. Un grupo católico alemán del Volga afincado cerca de Porto Alegre en Brasil gestionó ante el gobierno argentino su traslado a Entre Ríos y la entrega de tierras, lo cual se realizó vía terrestre hasta Montevideo. Este grupo fundó el 28 de octubre de 1879 la Aldea Brasilera en las inmediaciones de las otras 5 aldeas.
De las aldeas originales partieron posteriormente contingentes que fundaron nuevas aldeas, para lo cual debieron adquirir nuevos campos. De la Aldea Protestante partieron los fundadores de la Colonia Merou en el Departamento Paraná, de la Aldea Grapschental, fundada el 12 de junio de 1886. Con el agregado de un contingente de 19 familias procedentes de la región del Volga, en 1887 se fundaron en el Departamento Gualeguaychú las aldeas San Juan, Santa Celia y San Antonio.
A instancias del gobernador Clemente Basavilbaso, en 1887 partieron familias de las aldeas San Francisco, Brasilera y Spatzenkutter para fundar la Aldea San Rafael en el Departamento Paraná. En 1893 otras familias de la Colonia General Alvear fundaron en el mismo departamento las aldeas Santa Rosa, Eingenfeld (o Colonia Nueva) y San Juan (llamada Chaleco). La Aldea San Miguel fue fundada con familias de Valle María y de la Aldea San Juan en 1899. El 14 de julio de 1900 fue fundada Santa Anita en el Departamento Uruguay.
Con colonos alemanes del Volga de distintas aldeas se crearon colonias en el actual Departamento Federal, favorecidos por incentivos del Banco Hipotecario Nacional. La Colonia San Isidro fue fundada el 12 de febrero de 1923, la Colonia La Lila en 1925, Colonia La Marta en 1928, Colonia La Lata, Colonia San Lorenzo, Colonia Santa Rosa, Colonia Santa María, Colonia La Castellana (actual Conscripto Bernardi) y Colonia Perper (hoy El Cimarrón). Otras de menor importancia fueron las colonias Moreira, Chañar y la Armonía.

#### Colonización judía
El barón judío-alemán Moritz von Hirsch auf Gereuth fundó la Jewish Colonization Association el 11 de septiembre de 1891, organización que en asociación con el Gobierno argentino, que pagaba los pasajes, comenzó ese año a trasladar inmigrantes judíos ashkenazies desde Rusia a Argentina. 
En el departamento Colón fueron creadas: la Colonia San Antonio de 22 386 ha, siendo su centro urbano el Pueblo Cazes (1892); en 1893 la Colonia Palmar-Yatay con centro urbano en torno a la estación Ubajay, de 11 368 ha. Entre los departamentos Uruguay y Gualeguaychú: Colonia Lucienville, de 40 630 ha, con centro urbano en Basavilbaso (1894). En el Departamento Villaguay: Colonia López y Berro 10.640 ha (1907); la Colonia Clara (en 1892), de 80 625 ha, con centros urbanos en La Capilla (hoy Ingeniero Sajaroff), Villa Domínguez y Clara. En el Departamento Concordia: Colonia Santa Isabel de 12 970 ha (1908). En el Departamento Paraná: la Colonia Luis Oungre de 9239 ha (1924). Esta colonia y la Colonia Leonardo Cohen, de 13 835 ha en La Paz y Villaguay, (1931) rodeaban la Villa Alcaraz. Con judíos escapados de la Alemania nazi fue creada en el departamento La Paz la Colonia Avigdor, de 17 175 ha (1936). En el actual departamento San Salvador fueron creadas en 1908 las colonias Curbelo y Walter Moss, de 12 826 ha.

#### Colonización ejidal
Luego del establecimiento de los municipios en 1873, cuyos ejidos fueron precisados por las leyes del 13 de mayo de 1872 y 8 de marzo de 1875, a partir de 1875 comenzaron a formarse las colonias ejidales en los terrenos fiscales municipales circundantes a las villas y ciudades. El poblamiento de estas colonias podía llevarse a cabo
por la iniciativa de empresas, particulares, o de los estados nacional, provincial o municipal.
| Año  | Ciudad cercana a la colonia | Hectáreas |
| ---- | --------------------------- | --------- |
| 1875 | Gualeguay                   | 11 170    |
| 1875 | Concepción de Uruguay       | 10 000    |
| 1875 | Gualeguaychú                | 10 000    |
| 1876 | Victoria                    | 7200      |
| 1876 | Concordia                   | 10 800    |
| 1876 | Federación                  | 8100      |
| 1878 | Paraná                      | 10 800    |
| 1878 | Nogoyá                      | 10 000    |
| 1878 | Diamante                    | 10 800    |
| 1882 | Rosario del Tala            | 10 000    |
| 1882 | Villaguay (colonia belga)   | 10 000    |
| 1886 | La Paz                      | 10 800    |
| 1888 | San José de Feliciano       | 10 800    |

#### Otras colonias
Con familias de inmigrantes suizos, italianos, alemanes, franceses, belgas y españoles y con algunas familias criollas fueron establecidas.
| Departamento | Colonia | Hectáreas                             | Establecimiento |
| ------------ | --- | ------------------------------------- | --- |
| Colón        | Colonia San Luis Colonia Nueva Colonia San Juan Colonia San Anselmo Colonia Santa Rosa Colonia Pereyra Colonia San Francisco Colonia 1.º de Mayo | 1800 6750 1038 800 300 2500 1350 3100 | L. C. Hughes en 1871 Dolores C. de Urquiza A. Richaud en 1875 A. López en 1876 Rosa C. de López en 1878 C. Pereyra en 1879 Francisca M. de Codam en 1879 Dolores C. de Urquiza en 1881 |
| Diamante     | Colonia Taquela Colonia Celia Colonia García | 3000 4800 6300                        | A. Taquela en 1880 J. Camps en 1881 T. García en 1883 |
| Federación   | Colonia Alemana de Mandisoví | 2800                                  | M. Bohrer en 1883 |
| Gualeguay    | Colonia San Antonio Colonia la Granja Colonia El Retiro Colonia San Carlos Colonia Santa Rosa Colonia El Paraíso Colonia San Martín              | 1100 850 7000 500 850 5400 2700       | J. Arguetti en 1880 Gianello y Antola en 1881 M. Erausquin en 1882 E Duportal en 1882 F. Pensotti en 1882 P. González en 1883 P. Barrandegui en 1883                                   |
| Gualeguaychú | Colonia Moran Colonias Loreto, Vela y Santa María Colonia San Diego Colonia Sarandi Colonias Santa Valentina y San Eduardo                       | 5400 - 2000 4000 -                    | G. Moran en 1880 1881 P Reinoso en 1882 C. Irazusta en 1882 1882 |
| Paraná       | Colonia 3 de Febrero Colonia Reffino Colonia Cerrito Colonia María Luisa                                                                         | 12 600 6000 24 000 3000               | C. y J. J. Brugo en 1879 L. y A. Reffino en 1882 Un sindicato en 1882 J. Aulí en 1883                                                                                                  |
| Uruguay      | Colonia Caseros | 19 800                                | Dolores C. de Urquiza en 1874 |
| Tala         | Colonia San Adrián | 1700                                  | J. M. Pagola en 1883 |

## Entre Ríos durante la República Conservadora (1880-1916)
En 1880 comenzó a nivel nacional un período conocido como República Conservadora durante el cual se produjo un rápido crecimiento económico y demográfico. Durante este período el país fue gobernado por el Partido Autonomista Nacional (PAN) liderado por figuras como Nicolás Avellaneda y Julio A. Roca. En la provincia de Entre Ríos el primer gobernador del PAN sería electo en 1895, Salvador Maciá. Su gobierno se caracterizó por el fomento del comercio, la agricultura y la ganadería, pero también por los episodios de nepotismo y las extralimitaciones políticas para mantenerse en el poder.
En 1899, Maciá fue sucedido en el poder por Leonidas Echagüe quien ya había ocupado la gobernación entre 1871 y 1875. Durante su gobierno se promovió la colonización rural y el avance del ferrocarril. El 4 de noviembre de 1902 fue promulgada la ley que dispuso la supresión de los Juzgados de Paz de Colonia Caseros, Colonia Yeruá, Colonia General Alvear, Estación Crespo, Pueblo General Racedo, Tres de Febrero y Villa San José (Colón). Fuera de los juzgados de paz de las cabeceras departamentales quedaron subsistentes los de Villa Hernandarias y Lucas González. 
En enero de 1903 asumió como gobernador Enrique Carbó Ortiz, también perteneciente al PAN. El 2 de junio de 1903 fue sancionada una reforma de la constitución provincial, la provincia fue dividida en circuitos electorales formados por dos departamentos para la elección del gobernador, vicegobernador y los diputados. Por cada circuito electoral se elegían dos diputados por la mayoría y uno por la minoría. Los senadores eran elegidos uno por cada departamento. Durante su gobierno se fundó la localidad de Villa Paranacito en las Islas del ibicuy. También se impulsó la creación del ferrocarril a Buenos Aires y la creación del Puerto Nuevo de Paraná. En temas educativos se creó la Escuela Normal de Maestros Rurales "Alberdi".
Los últimos dos gobernadores del PAN fueron Faustino Miguel Parera (1907-1910) y Prócoro Crespo (1910-1914). En 1910 el censo nacional arrojó para Entre Ríos un total de población de 425 373 habitantes, siendo 272 306 nativos, y el resto inmigrantes.

## Primeros gobiernos radicales (1916-1943)
Luego de la promulgación de la Ley Saénz Peña que introdujo el voto secreto y obligatorio para hombres, Miguel Laurencena sería el primer candidato de la Unión Cívica Radical en llegar a la gobernación. De esta forma inauguraría un ciclo de gobierno radicales que duraría hasta el golpe de Estado de 1943. Durante su gobierno mantuvo disputas con la Iglesia católica por las competencias del Registro Civil de la provincia.
En 1918 fue sucedido por Celestino Marcó, quien tuvo una política activa en lo social, sancionando leyes de jubilaciones y pensiones y de protección al trabajo. 
En 1922 una facción que se oponía a Hipólito Yrigoyen se desprende de la UCR creando la Unión Cívica Radical Antipersonalista bajo el liderazgo de Marcelo T. de Alvear. Ese mismo año Ramón Mihura fue elegido como gobernador. Si bien al momento de su postulación contaba con el apoyo de Hipólito Yrigoyen, posteriormente adhirió a la figura de Marcelo T. de Alvear. Durante su gestión debió enfrentar la fuerte oposición de la mayoría conservadora en la legislatura que le impidió aprobar los presupuestos anuales y una propuesta de reforma de la constitución. Entre las obras de su gestión se destacan la ampliación de la red telegráfica y telefónica, la creación de 36 nuevas escuelas y la ampliación de los servicios de agua y cloacas.
Los siguientes gobernadores de la provincia respondían a la facción Antipersonalista de la UCR. En 1926 fue elegido Eduardo Laurencena, quien debió enfrentar la crisis económica que comenzó en 1928. Se produjeron caídas en la industria cítrica, la producción forestal y la ganadería. Durante su gobierno desapareció la industria vitivinícola de la provincia. Para lidiar con los problemas económicos recurrió a los prestámos externos. Entre Ríos fue una de las pocas provincias que no fue intervenida tras el golpe militar que derrocó a Yrigoyen en 1930.
En 1930 es elegido como gobernador Herminio Juan Quirós, sin embargo fallece a menos de un año de haber asumido. Su vicegobernador había fallecido unos meses antes por lo que el poder queda en manos de una serie de legisladores de manera interina hasta las elecciones de 1931 donde se impone Luis Etchevehere, político radical y fundador de El Diario. Etchevehere creó el Banco de la Provincia de Entre Ríos y reformó la constitución . Durante su gestión se acentuó la concentración y extranjerización de la propiedad de las tierras en la provincia. El 18 de enero de 1935 fue dictado el Decreto Orgánico de Tribunales por el gobernador Etchevehere, que organizó el poder judicial en la provincia.

## Período 1943-1999
Siendo gobernador Héctor Domingo Maya en 1949, amparándose en las disposiciones transitorias de la Constitución Nacional de ese año, que autorizaba a la legislatura provincial a transformarse en poder constituyente, fue reformada la constitución provincial para adaptarla a las reformas introducidas en la constitución nacional por el Partido Justicialista.
El 1 de mayo de 1956 el interventor provincial nombrado por la Revolución Libertadora restauró la Constitución de 1933.
Entre 1961 y 1969 se construyó el Túnel subfluvial Raúl Uranga–Carlos Sylvestre Begnis (inicialmente llamado Hernandarias), que une las ciudades de Paraná y Santa Fe. En 1975 se inauguró el Complejo Ferrovial Zárate-Brazo Largo, que la a Entre Ríos con la provincia de Buenos Aires. En 1974 se inició la construcción de la central hidroeléctrica binacional de Salto Grande que comenzó a generar energía en 1979.
En 1972 fue creado el departamento Federal, en 1984 el de Islas del Ibicuy y en 1995 el departamento San Salvador.
El 10 de diciembre de 1975 fue inaugurado el puente General Artigas que une las ciudades de Colón y Paysandú.
El 16 de septiembre de 1976 fue inaugurado el puente Libertador General San Martín, que une las ciudades de Gualeguaychú y Fray Bentos en el río Uruguay.
El Decreto Orgánico de Tribunales de 1935 rigió hasta su abrogación por el decreto-ley n.º 6902/82 Ley Orgánica del Poder Judicial, ratificada por ley n.º 7504. 
En 1983, al restablecerse el orden democrático en Argentina, fueron elegidos sucesivamente gobernadores Sergio Alberto Montiel (UCR, 1983-1987), Jorge Busti (PJ, 1987-1991), Mario Armando Moine, nuevamente Busti (1995-1999), y nuevamente Montiel (1999-2003).

## Periodo de Dictadura de Entre Ríos
El período de dictadura en Argentina de 1976 a 1982, autodenominado Proceso de Reorganización Nacional, involucró a todas las provincias del país. Asimismo, las privaciones ilegales de la libertad y las consecuentes desapariciones que se produjeron en nuestro país y en la provincia no habrían podido llevarse a cabo sin contar con centros clandestinos de detención, es decir, con una infraestructura edilicia que permitiera mantener en clandestinidad a las víctimas.

##### Centros Clandestinos - Dependencias oficiales
- Centro ubicado en dependencias del Regimiento II de Comunicaciones de Paraná.
- Centro de torturas ubicado detrás de la Base Aérea de Paraná.
- Centro Clandestino de detención en el predio de Lebensohn y Don Uva, según denuncias realizadas ante la Secretaría de Derechos Humanos de la Nación durante el año 2004, se cree que también funcionó “La Escuelita” en calle Montiel y camino a la Cantera de broza municipal.
- Centro ubicado en cercanías del Aero-Club Gualeguaychú.
- Dependencias de la Unidad militar de Gualeguaychú.
- Centro ubicado en dependencias del Regimiento de Caballería Blindada de Concordia.

##### Centros Clandestinos - Dependencias de Unidades Penitenciarias de Entre Ríos
- Unidad Penal N.º 1, en la casa del director y la Unidad Familiar.
- Unidad Penal N.º 6.
- Unidad Penitenciaria N.º 2 de Gualeguaychú.

##### Centros Clandestinos - Dependencias Policiales en Entre Ríos
- Comisaría “El Brete”.
- Delegación Paraná de la Policía Federal.
- Dirección de Investigaciones de la Policía Provincial.
- Policía de la provincia de Entre Ríos
- Jefatura de Policía de Concepción del Uruguay.

### Desaparecidos entrerrianos
En Entre Ríos hasta la actualidad se contabilizan 303 entrerrianos desaparecidos por las fuerzas armadas en las distintas localidades de la provincia y en el resto del país. En relación con los entrerrianos desaparecidos en la provincia se llevan adelante 10 causas tramitadas en el Juzgado Federal de Paraná, 6 causas en el Juzgado Federal de Concepción del Uruguay, y una denuncia realizada ante la Fiscalía Federal de Concepción del Uruguay que se encuentra a la espera de la apertura de la causa.

#### Oscar Dezorzi
Oscar Alfredo “El Ruso Pablo” Dezorzi a Giacopuzzi nació el 16 de enero de 1951 en Gualeguaychú, Entre Ríos. Hijo de Santa Teresita Giacopuzzi. Se casó con la entrerriana Alicia Benetti con quien tuvo un hijo, Emanuel. A los 18 años fue llamado a cumplir el servicio militar. Luego pidió prórroga para estudiar Ingeniería Mecánica en Buenos Aires.
Oscar Dezorzi, entrerriano desaparecido en 1976
Al poco tiempo, se fue a vivir a Paraná para seguir la carrera en la Universidad Tecnológica Nacional (UTN) Regional Paraná, donde realizó un trayecto de militancia universitaria. Paralelamente militó en la Juventud Peronista. Ya entonces tenía interés en trabajar con los jóvenes de escasos recursos, lo que le costó castigos por parte de las fuerzas de seguridad. “Él militaba, trabajaba en los barrios. Era muy amigo de Claudio Fink, también desaparecido”, declaró su madre Santa Teresita Giacopuzzi.

##### Detención y desaparición
Durante el Golpe de Estado de 1976 despidieron a Oscar del lugar donde trabajaba, el Plan Avícola del Ministerio de Agricultura de la provincia, y lo bajaron del padrón de estudiantes de la Facultad de Ingeniería de la UTN. En ese entonces regresó a Gualeguaychú, su ciudad de origen. Allí trabajó en diversos ámbitos.
Fue secuestrado por hombres de civiles el 10 de agosto de 1976, en su domicilio, mientras dormía. Según declaraciones de sus familiares, a Oscar lo esposaron y se lo llevaron vestido solo con calzoncillos y zapatos, luego recibieron un pantalón y un saco que les dio Carlos, su padre. Silvia, hermana del Ruso, vio que lo subieron a un Fiat familiar.
Según se informa en la causa, seguido de su secuestro Oscar fue trasladado a Paraná. En la actualidad Oscar Dezorzi sigue desaparecido, y el caso forma parte de la denominada Causa Área Gualeguaychú.
Detenido desaparecido en Entre Ríos durante la dictadura

#### Claudio Fink
Claudio Marcelo “Francis” Fink nació el 6 de enero de 1953 en Paraná, y fue detenido-desaparecido en la última dictadura cívico-militar. Era hijo de Clara Atelman y Efraín Fink. Su padre fue sindicalista del gremio Luz y Fuerza. Desde muy pequeño Claudio demostró su afinidad por el estudio y la lectura, contagiado por un hogar donde se leía mucho. Le gustaba el automovilismo y el fútbol, era de San Lorenzo. Era divertido y amaba la música, en especial el folklore. Tenía muy buen humor, era extremadamente solidario y muy apegado a sus amigos; no le gustaban las salidas nocturnas. Su novia era María Lina Muñoz, oriunda de Paraná, empleada del Consejo General de Educación y militante del Movimiento Sindical Peronista.
Estudió Ingeniería Electromecánica en la Universidad Tecnológica Nacional Regional Paraná, donde participó en el Centro de Estudiantes. En la Universidad fue uno de los principales dirigentes de la Juventud Universitaria Peronista Regional Paraná. También militó con Elsa Díaz en el barrio Maccarone y en Villa Yatay.
Su compañera de militancia, Beatriz Pfeiffer, recuerda a Claudio y cuenta que: “Participabamos activamente y con alegría. No me olvido del Fiat 1100 de su papá, que le prestaba, y ahí salíamos todos, siempre muchos, en el «mile cento» como él lo llamaba. A partir de ahí salíamos todos, siempre muchos, en el estudio y compañerismo, sino también participación y militancia, con mucha dedicación…” (Historias de vida y Militancia: Claudio Fink, 2012: p.18)
Luego militó en Montoneros, y en los inicios de 1976 estuvo muy cerca de la conducción de la organización en Paraná.

##### Trabajo y sindicalismo
Trabajó un tiempo en la Municipalidad de Paraná durante la intendencia de Juan Carlos Esparza. Junto a Ricardo Galarza, Elsa Díaz, Arturo Píccoli, Marta Terradas, Silvia Arancibia y Beatriz Pfeiffer formaron el Sindicato Único de Empleados Públicos.
Asimismo, el 5 de enero de 1976 inició su actividad laboral en la Gerencia de Administración Regional Litoral de Agua y Energía de la Nación, Divisional Entre Ríos, bajo legajo personal n.º 1320. Fue “suspendido provisoriamente” el 13 de agosto de 1976, un día después de su desaparición, y posteriormente fue dado de baja el 30 de noviembre del mismo año según telegrama colacionado obrante en las actuaciones.[4]
Su legajo fue reparado, y la condición de suspendido cambió a condición de detenido desaparecido el 18 de septiembre de 2015.[5]

##### Detención y desaparición
Claudio Fink fue detenido y desaparecido a sus 23 años el 12 de agosto de 1976 en calle Jujuy 273, Paraná, Entre Ríos, por tres personas armadas vestidas de civil.
Inmediatamente los padres de Claudio hicieron la denuncia policial, y también a las autoridades militares en el Comando de la Segunda Brigada de Caballería Blindada. Nadie negaba el hecho, pero se pasaban la responsabilidad unos a otros. También se reunieron con el arzobispo de Paraná y vicario castrense, Adolfo Tortolo, quien les respondió “No puedo hacer nada. Nadie sabe dónde está, ni qué pasó. Dios sabe por qué hace esas cosas”. Al entrevistarse con Juan Carlos Trimarco, jefe del estado mayor del Comando del Ejército, en la búsqueda de Claudio, éste les dijo “para mí es un autosecuestro”.
Por testimonio de ex detenidos, fue visto en la Escuela de Comunicaciones Blindado 2, Comando de Brigada de Caballería Blindada II.
La causa de su desaparición corresponde a CONADEP: 5.846.

##### Búsqueda de familiares
Entre fines de 1977 y principios de 1978, un grupo de madres y familiares de desaparecidos comenzaron a juntarse en la Iglesia del Carmen. Las reuniones clandestinas se realizaban los sábados en la actual sala 5 de la parroquia, bajo la autorización del cura Julio Metz. Fue el primer lugar de resistencia en Paraná. Eran aproximadamente diez padres y madres que tuvieron que dejar sus tareas domésticas y laborales para encaminarse en la dolorosa búsqueda.
Clara Fink fue impulsora de la Asociación de Familiares y Amigos de Desaparecidos Entrerrianos y en Entre Ríos (AFADER), luego de la construcción del Monumento a la Memoria de Amanda Mayor en la Plaza Sáenz Peña, motivado dentro del ámbito de la Coordinadora de Derechos Humanos.
El 25 de enero de 1977 se publicaron las condenas a los militantes detenidos y juzgados por el Consejo de Guerra Especial Estable N.º 1 de la Subzona de Defensa 22 de Paraná, donde declaran prófugos a Norma Beatriz González, Oscar Dezorzi, Victorio Coco Erbetta, Claudio Fink y Mabel Fontana, todos militantes de los que las Fuerzas Armadas no reconocieron su detención y desaparición.
Noni González, entrerriana desaparecida en dictadura

#### Norma Beatriz González
Norma Beatriz “Noni” González Barquín nació el 4 de septiembre de 1954 en Gualeguaychú. Hija de Antonio González y Mireya Barquín, la tercera de cinco hermanos. Vivían en una quinta casi a las afueras de la ciudad. Fue militante de la Juventud Peronista y Montoneros.
Cursó la primaria en la escuela Guillermo Rawson y el secundario en el Colegio Nacional Luis Clavarino, donde se recibió de Perito Mercantil. Al terminar los estudios comenzó a trabajar en el Supermercado “El Picaflor”.
Con sus hermanos frecuentaban la parroquia San Juan Bautista de Gualeguaychú, y allí llegaron unos jóvenes que militaban en La Casa de la Juventud para proponerles formar un grupo en el barrio. Perteneció a ese grupo que llamaron “Viento Norte”. Se reunían a estudiar y se formaban en valores cristianos y políticos. Además, el grupo tenía una huerta en el terreno de la casa familiar de Noni. Con lo producido solventaban los gastos para concurrir a los encuentros de jóvenes.
“Noni era muy solidaria, compartía su sueldo con los compañeros del barrio Franco, armó una salita donde atendía el médico pediatra Jorge Portela a los chicos del barrio, conseguía alimentos del Picaflor para llevarlos ahí” expresó su hermana Cristina. (1)

##### Detención y desaparició
Norma Beatriz fue detenida y desaparecida a los 21 años el 12 de agosto de 1976 en el Supermercado “El Picaflor” su lugar de trabajo ubicado en calle Rosario y Urquiza, Gualeguaychú, Entre Ríos. Fue secuestrada por fuerzas de seguridad en un operativo del Ejército y con apoyo de la Policía de Entre Ríos.
Su pareja militante Raúl Roderas, con quien tenía programado casarse el 21 de septiembre de 1976, también cayó preso.
Su madre, Mireya Barquín, participó en la fundación del movimiento Madres de Plaza de Mayo desde el inicio de su desaparición. Mireya murió a los 74 años sin saber dónde estaban los restos de su hija.
El caso fue incluido en la causa judicial en la que se investigaron, probaron y condenaron delitos de lesa humanidad. La misma tuvo sentencia dictada por el Tribunal Oral en lo Criminal Federal de Paraná en Causa N.º 1960/10 y acta N.º 1991/10 y N.º 2138/11. Según declaraciones de terceros, Norma parece haber sido vista en los centros clandestinos de detención de la Escuela de Comunicaciones Blindado 2 y el Comando de Brigada de Caballería Blindada II.
Causa CONADEP: 6.595  

#### Juan Osuna
Juan Beto Osuna, entrerriano desaparecido por la dictadura cívico-militar
Juan Alberto “Beto/Lucho” Osuna Sarmiento nació el 1 de noviembre de 1948 en Paraná. Cursó sus estudios primarios en la escuela de su barrio Magnasco de Paraná. Fue asesinado el 25 de septiembre de 1976 en el simulacro de enfrentamiento conocido como "La Masacre de la Tapera", ocurrido en calle Rondeau 1396 de la capital entrerriana, en poder de fuerzas represivas junto a Carlos José María Fernández. Tenía 27 años.

##### Militancia y vida
Militó en la Juventud Universitaria Peronista de la UTN Regional Paraná, donde cursaba sus estudios terciarios; y en su barrio con las reivindicaciones de sus vecinos. Sus compañeros de militancia lo llamaban “Gordo Lito/Sebastián/Pacho”.
Trabajaba además en la Dirección de Catastro provincial, donde también militó en el sindicato. Se casó en Misiones, donde vivió un tiempo con su pareja, antes de mudarse a Lanús. Ambos eran militantes. Testimonios de ex detenidos dicen haberlo visto en el Escuadrón de Comunicaciones Blindado II/Comando de Brigada de Caballería Blindada II. Antes de la desaparición de Beto, su esposa volvió a Misiones con sus dos hijos, Renzo y Juan Manuel, por seguridad. Su hijo Renzo fundó la agrupación H.I.J.O.S. Regional Chaco.

##### Desaparición y asesinato
Fue secuestrado el 8 de septiembre de 1976 en el Hospital Iturraspe de Santa Fe, donde participaba de una reunión con compañeros del lugar. En condición de desaparecido fue trasladado a Paraná y visto en la Comisaría 4º por sobrevivientes.
Beto Osuna fue parte de la Masacre de la Tapera, un hecho ocurrido en Paraná el 24 de septiembre de ese año. Se trató de un operativo militar donde masacraron militantes en calle Rondeau 1396, entre Almirante Brown y Don Bosco. La zona fue ocupada por móviles y efectivos policiales y militares. Allí fueron llevados Beto Osuna y Carlos Fernández. Ambos estaban maniatados y salvajemente torturados. Los colocaron en ese lugar conocido como La Tapera y los masacraron con disparos de todo calibre. Más de 300 impactos se corroboraron en el lugar. Los vecinos fueron obligados horas antes a encerrarse en sus casas y no salir. A pesar de que los militantes fueron trasladados al lugar por las mismas fuerzas de seguridad, hubo un comunicado oficial publicado por la prensa que informaba un “allanamiento con enfrentamiento armado”.

##### Búsqueda del cuerpo
Ante lo publicado, la esposa de Fernández, Rosario Dora Taganone, con quien Carlos ya tenía dos hijas, se presentó en el Comando de Ejército de Paraná donde le comunicaron que “los subversivos habían sido enterrados en el Cementerio Municipal, en la fosa 71”. Rubén Osuna, su hermano, se entrevistó con el interventor militar de la provincia, general Juan Carlos Trimarco, para preguntarle por el paradero de Beto pero solo recibió amenazas.Tiempo después, su familia se encontró con el testimonio de un sepulturero que les señaló que: “habían sido tirados desde arriba -para no bajar-, mediante un improvisado tobogán de madera, dos cuerpos, uno grande y uno chiquito; Fernández medía más de 1,85 metros, Beto era de baja estatura. Los enterraron en fosas casi contiguas, que podrían ser la 71 y 74 figurando en el libro del Cementerio ambos como NN, especificando “cuerpo chico” y “cuerpo grande”.
En 1981, aún en plena dictadura, en ocasión de trasladar los restos del padre de Beto, su familia introdujo en la misma urna los restos de Beto y lo llevaron a otro cementerio donde fueron enterrados en el mismo lugar. En 2007 intervino el Equipo Argentino de Antropología Forense (EAAF) y fueron reconocidos los restos de Juan Alberto Beto Osuna. En ese momento su madre Sara entregó la prótesis dental de platino que durante años guardó como un tesoro y que permitió la confirmación de la identidad. Exhumados e identificados sus restos por resolución del Juzgado Federal Nº1 de Paraná.
Denuncia realizada en 2006. REDEFA: 1579

#### Jorge Emilio Papetti
Jorge Emilio Papetti fue detenido desaparecido en dictadura, en la ciudad de Concordia
Jorge Emilio "Fausto"/"Trueno" Papetti Alegre nació el 27 de abril de 1953 en Concordia. Sus padres eran Margarita Elena Alegre y Andrés Emilio Papetti y tenía una hermana, María Ema. Vivió frente al Parque Ferré –Concordia- donde hoy se encuentra una baldosa que lo recuerda.
En su adolescencia, Jorge –a quien apodaban Fausto, por el saxofonista Fausto Papetti- participó en los grupos de la Parroquia Sagrado Corazón e hizo un programa de radio juvenil con sus compañeros de secundaria, y se animó al teatro. Cursó la primaria en la escuela Nº10 Benito Garat y en el colegio Capuchinos. Hizo la secundaria en la escuela Nº1 Profesor Gerardo Victorín. Luego estudió la carrera de geología en la Facultad de Ciencias Naturales y Museo de la Universidad Nacional de La Plata.
Fue militante político del Movimiento de Iglesia y Cambio en la Argentina (MICAR); luego en la Federación Universitaria para la Revolución Nacional (FURN). Más tarde se formó la Juventud Universitaria Peronista de la cual fue parte.
Cursó su carrera hasta 1975, año en que regresó a Concordia para cumplir el Servicio Militar Obligatorio en el Regimiento de Caballería de Tiradores Blindados 6 Blandengues. También se sumó a trabajar con el cura tercermundista Amadeo Ismael Dri, quien luego acompañó a la familia en la larga búsqueda de Jorge.

##### Detención y desaparición
Fue detenido desaparecido el 16 de marzo de 1977 en la ciudad de Concordia mientras hacía una guardia en el Regimiento de Caballería de Tiradores Blandengues N.º . Faltaba un mes para que le dieran la baja e iba a ser reconocido como el mejor dragoneante. Desde entonces permanece desaparecido.
La denuncia fue realizada en 1984. Fue visto en el Centro Clandestino de Detención Regimiento de Caballería de Tiradores Blandengues N.º 6 de Concordia, Batallón de Comunicaciones de Paraná y Unidad Penal N.º 1 de Paraná.
El caso fue incluido en la causa judicial conocida como “Área Paraná II” en la que se investigaron, probaron y condenaron delitos de lesa humanidad.
CONADEP: 709

#### Ramón Pichón Sánchez
Pichón Ramón Sánchez, primer detenido-desaparecido en Entre Ríos
Ramón Héctor “Pichón” Sánchez Corpuz, nació el 26 de agosto de 1952 en Paraná, en el barrio La Pasarela, donde luego fue un militante barrial y presidente de la comisión vecinal a los 18 años. Junto a Evita, su hermana, organizaba actividades para juntar fondos. Militó en la agrupación Montoneros y fue detenido-desaparecido el 20 de marzo de 1975 en calles Corrientes y Uruguay, Paraná, siendo el primero detenido desaparecido en Entre Ríos.

##### Detención y desaparición
El 20 de marzo de 1975 fue secuestrado por tres policías vestidos de civil de la Dirección de Investigaciones de la Policía de Entre Ríos, cuando se dirigía a participar de una reunión de la Juventud Peronista. El secuestro ocurrió en calle Corrientes y Uruguay. Aldo Bachetti, compañero de militancia, fue testigo del secuestro.
Al día siguiente, sus familiares y compañeros, acompañados por los abogados Juan Antonio Tardelli, Eduardo Broguet y Francisco Haimovich, presentaron un habeas corpus, patrocinado por el abogado Raúl Barrandeguy. La policía negó que Pichón estuviera en alguna de sus dependencias.
El cuerpo de Pichón Sánchez fue encontrado el 23 de marzo flotando en el río Paraná, frente a Pueblo Nuevo, en cercanías de Diamante, y tenía señales de haber sido torturado. Según declaraciones de los médicos, la muerte no se produjo por sumersión.

##### Sobre la causa
La denuncia se realizó en 1996 y la causa quedó en manos del juez de instrucción Carlos Chiara Díaz, pero no se produjo ningún avance y con la llegada de la dictadura el crimen de Pichón Sánchez quedó impune y el expediente desapareció del archivo de tribunales.
Actualmente, la causa que investiga su caso se encuentra en estado de instrucción en el Juzgado Federal de Paraná, y los últimos acontecimientos de la investigación han sido públicos, ya que el 25 de agosto de 2022 se investigó un posible ex centro clandestino, ahora devenido bar y espacio cultural, donde pudo haber estado Pichón Sánchez.
REDEFA: 800

#### Julio Alberto Solaga
Julio Alberto Solaga, detenido-desaparecido en Entre Ríos
Julio Alberto Solaga Waigel nació el 16 de julio de 1951 en Concordia, donde realizó sus estudios primarios y secundarios. Egresado de la escuela de Comercio “Gerardo Victorín”. A Julio le gustaba la música, la poesía, el fútbol, cocinar, la lectura, compartir.  Al terminar el secundario ingresó a la carrera de Bioquímica, en la Facultad de Ingeniería Química de la Universidad Nacional del Litoral, en el año 1969. En 1976 volvió a Concordia, trabajó y continuó estudiando en la Facultad de Ciencias de la Alimentación en la UNER. Fue militante de la Juventud Universitaria Peronista (JUP) y Montoneros.

##### Detención
Fue detenido-desaparecido el 22 de noviembre de 1976 en calle Damián P. Garat 864, Concordia, vía pública, en inmediaciones de su domicilio. Tenía 25 años. La denuncia se realizó en el año 1984 y el caso fue incluido en la causa judicial conocida como “Área Paraná II” en la que se investigaron, probaron y condenaron delitos de lesa humanidad en el año 2013.
Sixto Francisco Salazar, detenido-desaparecido en Entre Ríos

#### Sixto Salazar
Sixto Francisco Salazar Trinidad nació el 9 de octubre de 1949 en Concordia. Hijo de Elba Margarita Trinidad y Saturnino Zalasar. Se casó y tuvo tres hijos. Fue detenido-desaparecido el 26 de mayo de 1976 en inmediaciones de su domicilio en calle Diamante 1.062, vía pública, Concordia, Entre Ríos. Tenía 26 años.  

##### Militancia
Sixto militaba en la Juventud Trabajadora Peronista (JTP) y participaba activamente de la Unión Ferroviaria. También realizaba tareas sociales con el grupo del sacerdote Andrés Servín, de la parroquia Gruta de Lourdes. Entre otras tareas militantes, construía viviendas para los más necesitados.

##### Detención y secuestro
Un grupo de tareas de la policía provincial llamado “Las 3M”, Martínez, Moreno y Monzó, lo sorprendieron cuando salía de su casa. Lo metieron en un auto 4L celeste que pertenecía al Ejército. El entonces teniente coronel Naldo Dasso, jefe militar y político de Concordia y alrededores, negó información a los familiares sobre el paradero de Sixto. Solo reconoció que aquel auto pertenecía al Regimiento, pero argumentó que ese día lo habían “prestado”. La denuncia de su desaparición fue realizada en 1984.
Con el correr de los años, el aporte de los testigos permitió identificar al conductor de aquel auto, el chofer de la Policía de Concordia, Miguel Arcángel Castaño, quien mantiene su silencio y su impunidad. El único dato sobre su presencia en algún centro clandestino de detención lo dio Alfredo Hermosid, por entonces mozo de la Jefatura Departamental de Policía, quien manifestó haberlo visto en un calabozo del edificio de la institución ubicado frente a la plaza 25 de mayo.
El 27 de diciembre de 2012, los jueces condenaron a prisión perpetua a Naldo Miguel Dasso, manteniendo el arresto domiciliario que venía gozando. Durante la época de los hechos, Dasso se desempeñaba como jefe del Regimiento de Caballería de Tiradores Blindados 6, con asiento en Concordia, y jefe del Área 225.
El caso fue incluido en la causa judicial conocida como “Área Paraná II” en la que se investigaron, probaron y condenaron delitos de lesa humanidad en abril de 2013.
CONADEP: 6.590

## SigloXXI
A la segunda gobernación de Sergio Montiel le siguió la de Jorge Pedro Busti por tercera vez (PJ, 2003-2007), las dos de Sergio Urribarri (PJ, 2007-2011) y (2011-2015) y la de Gustavo Bordet (PJ, desde 2015).
El 22 de mayo de 2003 fue inaugurado el Puente Nuestra Señora del Rosario que une las ciudades de Rosario y Victoria.
A partir de 2004 la construcción de una planta de celulosa en la orilla uruguaya del río Uruguay llevó a una movilización de la población de las ciudades turísticas de Gualeguaychú, Colón y Concordia con el fin de oponerse a la misma que abrió un conflicto diplomático entre Argentina y Uruguay.
En enero de 2008 comenzó a sesionar una convención constituyente que reformó la constitución provincial. La misma fue presidida por Jorge Pedro Busti, quien poco antes ejerció la gobernación de la provincia. El 11 de octubre la nueva constitución fue jurada en Concepción del Uruguay y entró en vigencia el 1 de noviembre de 2008.